# Nikita Sergheevici Hrușciov
Nikita Sergheevici Hrușciov (în rusă Ники́та Серге́евич Хрущёв, pronunție  audio; n. 3/15 aprilie 1894, Kalinovka, gubernia Kursk, Imperiul Rus – d. 11 septembrie 1971, Moscova, RSFS Rusă, URSS) a fost un om politic rus care a condus Uniunea Sovietică în timpul Războiului Rece. A ocupat funcția de secretar general al Partidului Comunist al Uniunii Sovietice între 1953 și 1964, și pe cea de președinte al Consiliului de Miniștri între 1958 și 1964. Hrușciov a rămas în istorie pentru destalinizarea Uniunii Sovietice, pentru susținerea primelor progrese ale programului spațial sovietic și pentru mai multe reforme de un relativ liberalism în unele arii ale politicii interne. Colegii de partid l-au înlăturat de la putere în 1964, înlocuindu-l cu Leonid Brejnev ca secretar general al PCUS și cu Alexei Kosîghin ca premier.
Hrușciov s-a născut în satul Kalinovka în 1894, aproape de actuala frontieră între Rusia și Ucraina. A lucrat ca muncitor siderurgic în tinerețe, și în timpul Războiului Civil Rus a fost comisar politic. Cu ajutorul lui Lazar Kaganovici, a avansat în ierarhia sovietică. A susținut epurările lui Iosif Stalin, și a aprobat mii de arestări. În 1939, Stalin l-a trimis să guverneze Ucraina sovietică, unde a continuat epurările. În al Doilea Război Mondial, Hrușciov a fost din nou comisar, servind ca intermediar între Stalin și generalii săi. Hrușciov a fost prezent la sângeroasa bătălie de la Stalingrad, fapt cu care s-a mândrit apoi toată viața sa. După război, a revenit în Ucraina înainte de a fi rechemat la Moscova pentru a fi unul din cei mai apropiați consilieri ai lui Stalin.
În lupta pentru putere declanșată de moartea lui Stalin în 1953, Hrușciov a ieșit victorios după câțiva ani. La 25 februarie 1956, la Congresul al XX-lea, el a ținut „Discursul Secret”, în care a denunțat epurările staliniste și prin care a deschis o perioadă de reducere a represiunilor în Uniunea Sovietică. Politicile sale interne, ce au avut ca scop ameliorarea vieții cetățenilor obișnuiți, au avut doar rareori succes, în special în domeniul agriculturii. Sperând că în cele din urmă se va baza pe rachete în domeniul apărării, Hrușciov a redus mult forțele convenționale. În ciuda acestor reduceri, anii lui Hrușciov au fost printre cei mai tensionați din Războiul Rece, ei culminând cu criza rachetelor cubaneze.
Unele din politicile lui Hrușciov au fost văzute de unii colegi de partid, și în special de către din ce în ce mai numeroșii săi rivali, ca fiind dezordonate, iar acești rivali au acumulat treptat putere și l-au înlăturat în octombrie 1964. El nu a mai fost ucis, ca unii dintre înfrânții mai vechilor lupte pentru putere din cercurile sovietice, dar a fost pensionat cu un apartament în Moscova și cu o dacea la țară. Și-a scris memoriile, iar benzile de magnetofon pe care erau înregistrate au fost scoase clandestin din țară și publicate parțial în Occident în 1970. Hrușciov a murit de o boală cardiacă în 1971.

## Primii ani
Hrușciov s-a născut la 15 aprilie 1894, la Kalinovka, un sat din actuala regiune Kursk a Rusiei, aproape de granița actuală cu Ucraina. Părinții săi, Serghei Hrușciov și Ksenia Hrușciova, erau țărani săraci de origine rusă, și, în afara lui Nikita, au mai avut o fată cu doi ani mai mică, Irina. Serghei Hrușciov a lucrat în mai multe locuri din zona Donbas a Ucrainei estice, ca muncitor feroviar, miner și într-o fabrică de cărămidă. Salariile în Donbas erau mult mai mari ca în regiunea Kursk, iar Serghei Hrușciov își lăsa familia la Kalinovka, întorcându-se când avea destui bani.

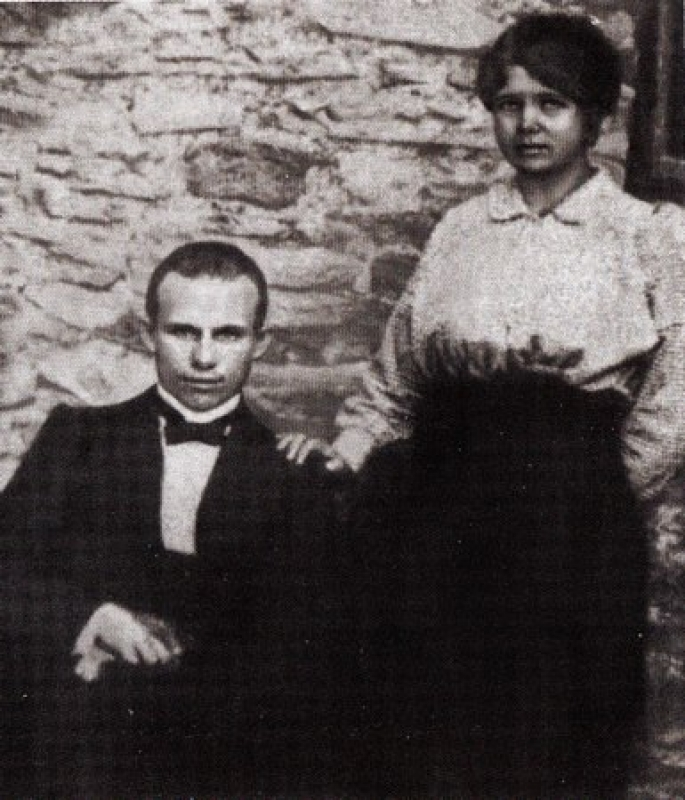
Hrușciov în 1916

Kalinovka era o așezare rurală; învățătoarea lui Hrușciov, Lidia Șevcenko, a afirmat ulterior că nu văzuse vreodată un sat atât de sărac cum era Kalinovka. Nikita a lucrat ca păstor încă din copilărie. A mers la școală în total patru ani, o parte la școala parohială din sat și o parte în clasa învățătoarei Șevcenko în școala de stat din Kalinovka. În memoriile sale, Hrușciov scrie că Șevcenko era o liber-cugetătoare, iar faptul că nu se ducea la biserică îi deranja pe săteni. Când o vizita fratele ei, tânărul Nikita primea de la el cărți interzise de regimul țarist. Ea l-a încurajat pe Nikita să continue școala, dar precaritatea finanțelor familiei nu i-a permis.
În 1908, Serghei Hrușciov s-a mutat în orașul Iuzovka din Donbas; în același an, Nikita, care acum avea paisprezece ani, l-a urmat, și Ksenia Hrușciova și fata au sosit și ele ulterior. Iuzovka, oraș denumit Stalino în 1924 și apoi Donețk după 1961, se afla în inima uneia dintre cele mai industrializate regiuni ale Imperiului Rus. După ce a lucrat scurt timp în alte domenii, părinții i-au găsit lui Hrușciov un post de ucenic de montor metalurgic. La terminarea uceniciei, adolescentul Hrușciov s-a angajat într-o fabrică. Și-a pierdut slujba după ce a strâns bani pentru familiile victimelor masacrului de la minele de aur din Lena⁠(en)[traduceți], după care s-a angajat ca reparator de echipamente miniere la o mină de lângă Rutcenkovo, unde a contribuit la distribuirea copiilor ziarului Pravda, organizând și lecturi în public. Ulterior, el a afirmat că s-a gândit să emigreze în Statele Unite pentru un salariu mai bun.
Când a izbucnit Primul Război Mondial în 1914, Hrușciov a fost scutit de înrolare, întrucât era muncitor metalurgic calificat. Angajat într-un atelier ce deservea zece mine, Hrușciov a fost implicat în mai multe greve prin care se cereau salarii mai mari, condiții de muncă mai bune, și sfârșitul războiului. În 1914, s-a căsătorit cu Iefrosinia Pisareva, fiica operatorului ascensorului de la mina Rutcenkovo. În 1915, ei au avut o fiică, Iulia, și în 1917, un fiu, Leonid.
După abdicarea țarului Nicolae al II-lea în 1917, noul guvern provizoriu rus de la Petrograd avea o influență redusă asupra Ucrainei. Hrușciov a fost ales în sovietul muncitoresc din Rutcenkovo, iar în mai a devenit președintele sovietului. El s-a alăturat bolșevicilor abia în 1918, an în care Războiul Civil Rus, între bolșevici și o coaliție de adversari ai acestora, denumită Armata Albă, a căpătat amploare. Biograful William Taubman sugerează că întârzierea lui Hrușciov în a se ralia bolșevicilor a fost cauzată de faptul că el se simțea mai aproape de menșevici, care acordau prioritate progresului economic, în timp ce bolșevicii doreau puterea politică. În memoriile sale, Hrușciov a arătat că a așteptat deoarece erau multe grupuri și era dificil să fie înțelese.
În martie 1918, după ce guvernul bolșevic a semnat pace separată cu Puterile Centrale, germanii au ocupat Donbasul și Hrușciov s-a refugiat la Kalinovka. La sfârșitul lui 1918 sau la începutul lui 1919 a fost mobilizat în Armata Roșie, drept comisar politic. Acest post fusese recent introdus, întrucât bolșevicii ajunseseră să se bazeze mai puțin pe muncitori activiști și mai mult pe recruți din armată; rolul său cuprindea îndoctrinarea recruților cu ideile bolșevismului, precum și îmbunătățirea moralului trupelor și a nivelului de pregătire pentru luptă. La început comisar al unui pluton de geniu, Hrușciov a devenit comisar la nivel de batalion și a fost retras de pe front pentru un curs politic de două luni. Tânărul comisar s-a găsit și în situații de conflict armat, deși multe dintre poveștile de război pe care avea să le spună ulterior erau mai ales centrate pe stângăciile culturale ale lui și ale soldaților, și mai puțin pe lupte. În 1921, războiul a luat sfârșit, iar Hrușciov a fost demobilizat și numit comisar într-o brigadă de muncă în Donbas, în care a trăit în condiții sărăcăcioase împreună cu oamenii săi.
Războaiele cauzaseră mari devastări și foamete, iar una dintre victimele foametei și bolilor a fost soția sa, Iefrosinia, care a murit de tifos la Kalinovka în timp ce Hrușciov era în armată. Comisarul s-a întors acasă pentru înmormântare și, loial principiilor bolșevice, a refuzat să permită intrarea sicriului soției sale în biserică. Cum la Kalinovka intrarea în cimitir se făcea exclusiv prin biserică, a cerut ca sicriul să fie ridicat peste gardul cimitirului, ceea ce a produs rumoare între săteni.

## Oficial al Partidului Comunist

### Anii din Donbas
Prin intervenția unui prieten, Hrușciov a fost numit în 1921 director adjunct pentru afaceri politice la mina Rucenkovo din regiunea Donbas, unde lucrase înainte. La acea vreme erau încă puțini bolșevici în zonă, mișcarea fiind divizată de Noua Politică Economică a lui Lenin, care permitea o anumită pondere a întreprinderilor private și era considerată de unii bolșevici a fi o cedare ideologică. Deși responsabilitatea lui Hrușciov era în mare parte politică, el s-a implicat și în detaliile practice ale reluării producției în mină după haosul anilor de război. El a ajutat la repornirea mașinilor (documentația și unele piese-cheie fuseseră înlăturate de proprietarii pre-sovietici) și își purta vechiul costum de muncă în mină când mergea în inspecție.
Hrușciov a avut mult succes la mina Rutcenkovo, și pe la jumătatea lui 1922 i s-a oferit postul de director al minei Pastuhov, aflată în apropiere. El a refuzat însă oferta, întrucât dorea să fie numit la nou-înființatul colegiu tehnic⁠(en)[traduceți] (tehnikum) din Iuzovka, deși superiorii săi nu doreau să-l lase să plece. Întrucât avea doar patru clase de educație formală, s-a înscris în programul de pregătire (rabfak) atașat la tehnikum, program prin care se dorea aducerea elevilor sub-educați la nivel de liceu, nivel necesar pentru admiterea la tehnikum. În timp ce era înscris la rabfak, Hrușciov și-a continuat și activitatea la mina Rutcenkovo. Unul dintre profesorii săi l-a descris ulterior ca fiind un elev slab. A avut însă mai mult succes în a urca treptele ierarhiei Partidului Comunist; la scurt timp după admiterea în rabfak în august 1922, a fost numit secretar de partid pe întregul tehnikum, și a devenit membru al biroului — consiliul administrativ — al comitetului de partid pentru orașul Iuzovka (rebotezat în 1924 Stalino). S-a alăturat pentru scurt timp susținătorilor lui Leon Troțki împotriva celor ai lui Iosif Stalin pe problema democrației în cadrul partidului. Toate aceste activități îi lăsau prea puțin timp pentru învățătură și, deși el a susținut ulterior că a absolvit cursurile rabfak, nu este clar dacă această afirmație este adevărată.
În 1922, Hrușciov a cunoscut-o pe a doua sa soție, Marusia, al cărui nume de fată nu se cunoaște. Cei doi s-au despărțit însă la scurt timp, deși Hrușciov a ajutat-o pe Marusia în anii ce au urmat, mai ales când fiica Marusiei dintr-o relație anterioară a suferit de o boală fatală. La scurt timp după căsnicia nereușită, Hrușciov a cunoscut-o pe Nina Petrovna Kuharciuk, o organizatoare de partid bine educată, fiică a unor țărani ucraineni înstăriți. Cei doi au trăit împreună ca soț și soție tot restul vieții lui Hrușciov, deși și-au oficializat relația abia în 1965. Împreună, au avut trei copii: fiica Rada s-a născut în 1929, fiul Serghei în 1935 și fiica Elena în 1937.
În vara lui 1925, Hrușciov a fost numit secretar de Partid al raikomului Petrovo-Marinski, de lângă Stalino. Raikomul avea o suprafață de circa 1.000 km², iar Hrușciov se deplasa constant pe acest teritoriu, interesându-se și de chestiuni minore. La sfârșitul lui 1925, Hrușciov a fost ales ca membru-delegat fără drept de vot pentru al XIV-lea Congres al PCUS⁠(en)[traduceți] de la Moscova.

### Protejat al lui Kaganovici

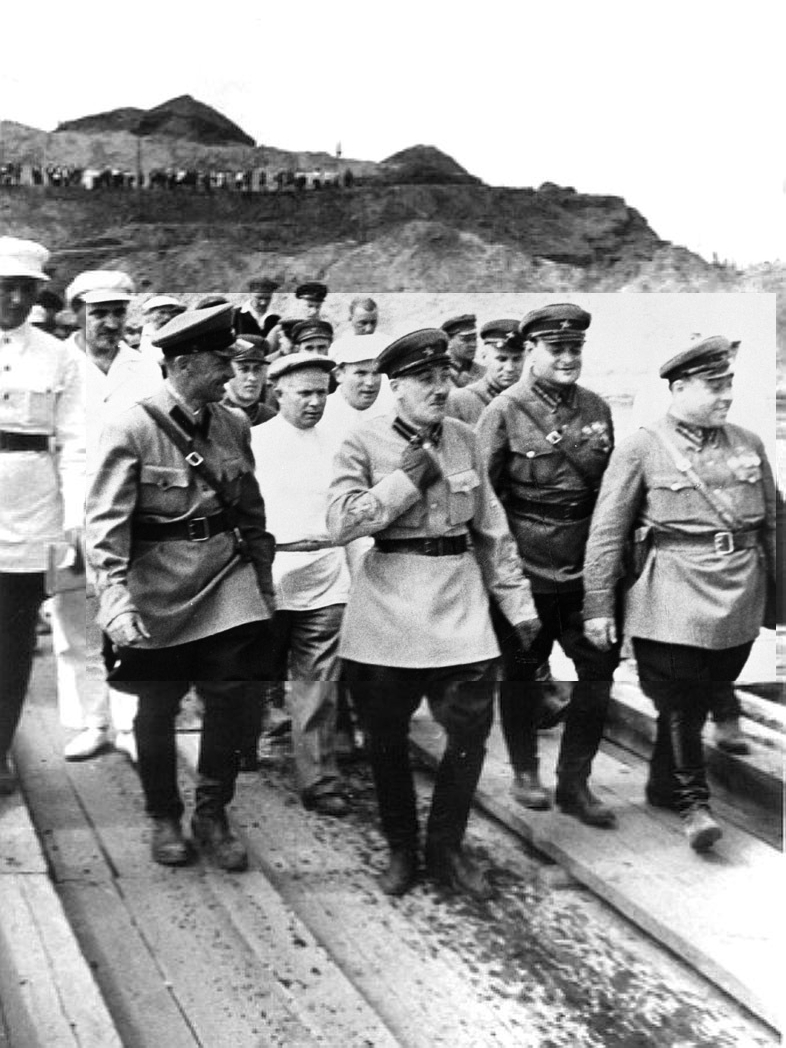
Șeful NKVD Ghenrih Iagoda (mijloc) inspectând construcția canalului Moscova-Volga, 1935. Hrușciov este în stânga, în spatele lui Iagoda.

Hrușciov îl cunoștea pe Lazar Kaganovici încă din 1917. În 1925, Kaganovici a devenit lider al Partidului în Ucraina și Hrușciov, intrat sub patronatul lui, a fost promovat rapid. A fost ridicat până la rangul al doilea în aparatul de partid pe orașul Stalino la sfârșitul lui 1926. După nouă luni, superiorul său, Konstantin Moiseienko, a fost înlăturat, ceea ce Taubman afirmă că s-ar fi datorat instigărilor lui Hrușciov. Kaganovici l-a transferat pe Hrușciov la Harkov, pe atunci capitală a Ucrainei sovietice, ca șef al Departamentului Organizatoric al CC al Partidului Comunist Ucrainean. În 1928, Hrușciov a fost transferat la Kiev, unde a fost al doilea la comanda organizației de Partid.
În 1929, Hrușciov a încercat din nou să progreseze cu educația, urmându-l pe Kaganovici (acum la Kremlin ca apropiat al lui Stalin) la Moscova și înscriindu-se la Academia Industrială Stalin⁠(en)[traduceți]. Hrușciov nu și-a terminat niciodată studiile acolo, dar cariera sa în Partid a înflorit. Când celula de Partid la nivel de școală a ales mai multe persoane cu idei de dreapta la conferința Partidului, celula a fost atacată în Pravda. Hrușciov a ieșit victorios în lupta de putere ce a urmat, devenind secretar de Partid pe școală, aranjând retragerea delegaților și epurând celula de „deviaționiști”. Hrușciov a avansat rapid prin ierarhie, mai întâi devenind lider pe raionul Bauman, unde se afla Academia, înainte de a se muta pe un post similar în raionul Krasnopresnenski, cel mai mare și mai important raion al Capitalei. Până în 1932, Hrușciov devenise secundul lui Kaganovici la conducerea organizației de Partid a orașului Moscova, iar în 1934, a devenit lider de Partid pe oraș și membru al Comitetului Central al Partidului. Hrușciov a pus această rapidă ascensiune pe seama relației cu colega sa de la Academie, Nadejda Allilueva, soția lui Stalin. În memoriile sale, Hrușciov a afirmat că Allilueva îl lăuda soțului ei. Biograful William Tompson nu crede că aceasta este o posibilitate, afirmând că Hrușciov era prea jos în ierarhia de Partid pentru a se bucura de patronajul lui Stalin, și că dacă a existat o influență asupra carierei lui Hrușciov în această etapă, ea ar trebui atribuită lui Kaganovici.
În timp ce era lider al organizației de Partid pe orașul Moscova, Hrușciov a supravegheat construcția Metroului din Moscova, un proiect deosebit de costisitor, cu Kaganovici la conducerea de ansamblu. În fața unei date-limită de deschidere, deja anunțată, de 7 noiembrie 1934, Hrușciov și-a asumat riscuri considerabile la lucrări și și-a petrecut mare parte din timp în tuneluri. Când au apărut și inevitabilele accidente de muncă, ele au fost prezentate ca sacrificii eroice pentru o cauză măreață. Metroul s-a deschis abia la 1 mai 1935, dar Hrușciov a primit Ordinul Lenin pentru rolul său în construcția metroului. Mai târziu în același an, a fost ales ca lider al organizației de Partid pe regiunea Moscova, care avea o populație de 11 milioane de locuitori.

### Implicarea în epurări
Biroul lui Stalin deținea stenograme de ședințe cu participarea lui Hrușciov încă din 1932. Cei doi au construit treptat o relație bună. Hrușciov îl admira mult pe dictator și prețuia întâlnirile informale cu acesta la dacea lui Stalin, în timp ce Stalin ținea și el la tânărul său subordonat.
Începând cu 1934, Stalin a început o campanie de represiuni politice denumite astăzi „Marea Epurare”, în cadrul cărora au fost executate sau deportate în Gulag milioane de persoane. Campania s-a centrat pe Procesele de la Moscova, o serie de procese-spectacol ale liderilor din Partid și din armată epurați. În 1936, în toiul proceselor, Hrușciov își exprima vehement susținerea:

Toată lumea care se bucură de reușitele din țara noastră, de victoriile Partidului nostru condus de marele Stalin, vor găsi un singur cuvânt pentru câinii mercenari și fasciști ai găștii troțkisto-zinovieviste. Acel cuvânt este execuția.

Hrușciov a contribuit la epurarea multor prieteni și colegi ai săi din regiunea Moscova. Din 38 de înalți oficiali de Partid din oraș și din regiune, 35 au fost uciși — cei trei supraviețuitori fiind transferați în alte părți ale URSS. Dintre cei 146 de secretari de Partid ale orașelor și districtelor din jurul Moscovei, în regiune, doar 10 au supraviețuit epurărilor. În memoriile sale, Hrușciov nota că aproape toți cei care lucraseră cu el au fost arestați. Prin protocolul Partidului, era necesară aprobarea lui Hrușciov pentru efectuarea arestărilor, iar el a făcut puțin sau nimic pentru a-și salva prietenii și colegii.
Liderii de partid primiseră cote de „dușmani ai poporului” care să fie arestați și predați. În iunie 1937, Biroul Politic a stabilit o cotă de 35.000 de dușmani ce trebuiau arestați în regiunea Moscova; 5.000 dintre aceștia urmau să fie executați. Ca răspuns, Hrușciov a cerut ca 2.000 de țărani înstăriți, (culaci) din Moscova să fie uciși ca parte a îndeplinirii cotei. În orice caz, la doar două săptămân după ce a primit ordinul Biroului Politic, Hrușciov a putut transmite lui Stalin că 41.305 „elemente criminale și culăcești” fuseseră arestate. Hrușciov susținea că dintre cei arestați, 8.500 meritau să fie executați.
Hrușciov nu avea motive să se considere imun față de epurări, iar în 1937, și-a mărturisit lui Kaganovici propria sa cochetare cu troțkismul din 1923, care, conform lui Hrușciov, „a pălit” (întrucât păcatele protejatului său îi puteau afecta propria situație) și l-a sfătuit să-i spună lui Stalin. Dictatorul i-a primit mărturisirea din mers și, după ce la început l-a sfătuit să nu spună nimic, i-a sugerat apoi să-și spună povestea în fața conferinței de Partid pe Moscova. Hrușciov a procedat întocmai, și a primit aplauze și a fost imediat reales în funcție. Hrușciov relata în memoriile sale că fusese denunțat și de un coleg arestat. Stalin i-a spus personal lui Hrușciov de acuzație, privindu-l în ochi și așteptând un răspuns. Hrușciov speculează în memoriile sale că dacă Stalin s-ar fi îndoit de reacția sa, atunci ar fi fost pe loc categorisit ca dușman al poporului. Hrușciov a devenit însă membru-candidat al Biroului Politic în ianuarie 1938 și membru cu drepturi depline în martie 1939.
Spre sfârșitul lui 1937, Stalin l-a numit pe Hrușciov șef al Partidului Comunist Ucrainean, iar Hrușciov a plecat imediat de la Moscova la Kiev, redevenit capitală a Ucrainei, în ianuarie 1938. Ucraina fusese locul unor epurări majore, între cei uciși numărându-se profesori din Stalino pe care Hrușciov îi respecta mult. Nici cei de rang înalt din Partid nu erau imuni; Comitetul Central al Ucrainei era atât de devastat că nu putea întruni quorumul. După sosirea lui Hrușciov, ritmul arestărilor a accelerat. Toți membrii Biroului Politic al organizației ucrainene, cu o singură excepție, au fost arestați. Aproape toți oficialii guvernamentali și comandanții Armatei Roșii au fost înlocuiți. În primele luni după sosirea lui Hrușciov, aproape toți cei arestați au fost condamnați la moarte.
Biograful William Taubman sugerează că, întrucât Hrușciov a fost din nou denunțat fără succes în timp ce se afla la Kiev, în mod cert el știa că unele dintre denunțuri nu erau adevărate și că oameni nevinovați sufereau. În 1939, Hrușciov s-a adresat celui de al XIV-lea Congres al Partidului Comunist Ucrainean, spunând: „tovarăși, trebuie să demascăm și să distrugem fără milă toți dușmanii poporului. Dar trebuie să nu permitem să pățească ceva nici măcar un singur bolșevic cinstit. Trebuie să luptăm împotriva calomniatorilor.”

## Al Doilea Război Mondial

### Ocuparea estului Poloniei
Când, în urma Pactului Ribbentrop-Molotov, trupele sovietice au invadat jumătatea estică a Poloniei la 17 septembrie 1939, Hrușciov a însoțit armata la cererea lui Stalin. În zona invadată (care astăzi formează Ucraina de Vest) trăiau numeroși etnici ucraineni, de aceea o bună parte dintre locuitori au salutat invazia, deși sperau că în cele din urmă vor putea crea un stat ucrainean independent. Rolul lui Hrușciov a fost acela de a se asigura că locuitorii teritoriilor ocupate votează pentru unirea cu URSS. Printr-o combinație de propagandă, minciuni privind obiectul votului, și fraudă fățișă, sovieticii s-au asigurat că noile teritorii aleg adunări care să ceară în unanimitate anexarea la URSS. Când noile adunări au acționat exact astfel, cererile lor au fost „acceptate” de Sovietul Suprem al URSS, iar Ucraina de Vest a devenit parte a RSS Ucrainene la 1 noiembrie 1939. Unele stângăcii ale sovieticilor, cum ar fi popularea organizațiilor din vestul Ucrainei cu est-ucraineni, sau transferul terenurilor confiscate către ferme colective (colhozuri) în loc de a-l redistribui țăranilor, i-au înstrăinat însă rapid pe vest-ucraineni și au dăunat eforturilor lui Hrușciov de a realiza unitate.

### Confruntarea cu Germania
Când germanii au invadat URSS în iunie 1941, Hrușciov era încă la post în Kiev. Stalin l-a numit comisar politic, iar Hrușciov a fost prezent pe mai multe fronturi ca intermediar între comandanții militari și conducătorii politici de la Moscova. Stalin l-a folosit pe Hrușciov pentru a-și ține comandanții în frâu, în vreme ce aceștia din urmă încercau să-l influențeze pe Stalin prin intermediul său. Pe măsură ce germanii înaintau, Hrușciov a colaborat cu armata într-o încercare de a apăra și de a salva Kievul. Handicapată de ordinele lui Stalin ca orașul să nu fie abandonat sub nicio condiție, Armata Roșie s-a văzut în curând încercuită de germani. În timp ce germanii afirmau că au luat 655.000 de prizonieri, conform sovieticilor, 150.541 de oameni din 677.085 au scăpat din încercuire. Izvoarele istorice dau date diferite privind implicarea lui Hrușciov în acest moment. Mareșalul Gheorghi Jukov scria, la câțiva ani după ce Hrușciov l-a concediat în 1957, acesta din urmă îl convinsese pe Stalin să nu evacueze trupele din Kiev. Hrușciov scria, în schimb, în memoriile sale, că el și mareșalul Semion Budionnîi au propus redesfășurarea forțelor sovietice pentru a evita încercuirea până la sosirea mareșalului Semion Timoșenko de la Moscova cu ordine pentru soldați de a menține poziția. Mark Frankland, autorul unei mai vechi biografii a lui Hrușciov, sugerează că credința acestuia în conducătorul țării a fost atunci zdruncinată pentru prima oară de înfrângerile Armatei Roșii. Hrușciov scria în memoriile sale:

Dar să revin la străpungerea dușmanului în zona Kiev, încercuirea grupului nostru și distrugerea Armatei a 37-a. Ulterior, și Armata a 5-a a pierit ... Toate acestea au fost stupide și, din punct de vedere militar, o dovadă de ignoranță, incompetență și analfabetism. ... Iată rezultatul refuzului de a face un pas înapoi. Nu am putut să salvăm acești soldați deoarece nu i-am retras, și ca urmare pur și simplu i-am pierdut. ... Și totuși se putea să nu fie lăsate să se întâmple acestea.

În 1942, Hrușciov era pe frontul sud-vestic și, împreună cu Timoșenko, a propus o contraofensivă masivă în zona Harkov. Stalin a aprobat doar o parte din plan, dar 640.000 de soldați ruși aveau totuși să fie implicați în ofensivă. Germanii deduseseră însă că sovieticii urmau să atace acolo, și au pus la cale o capcană. Începând cu 12 mai 1942, ofensiva sovietică părea la început reușită, dar în cinci zile germanii pătrunseseră adânc în flancul sovietic, iar soldații Armatei Roșii erau în pericol de a fi încercuiți. Stalin a refuzat să oprească ofensiva, și diviziile Armatei Roșii s-au găsit înconjurate de germani. URSS a pierdut circa 267.000 de soldați, inclusiv peste 200.000 căzuți prizonieri, iar Stalin l-a retrogradat pe Timoșenko și pe Hrușciov l-a rechemat la Moscova. Deși a dat de înțeles că-l va aresta și executa pe Hrușciov, Stalin l-a lăsat pe comisar să se întoarcă pe front, trimițându-l la Stalingrad.

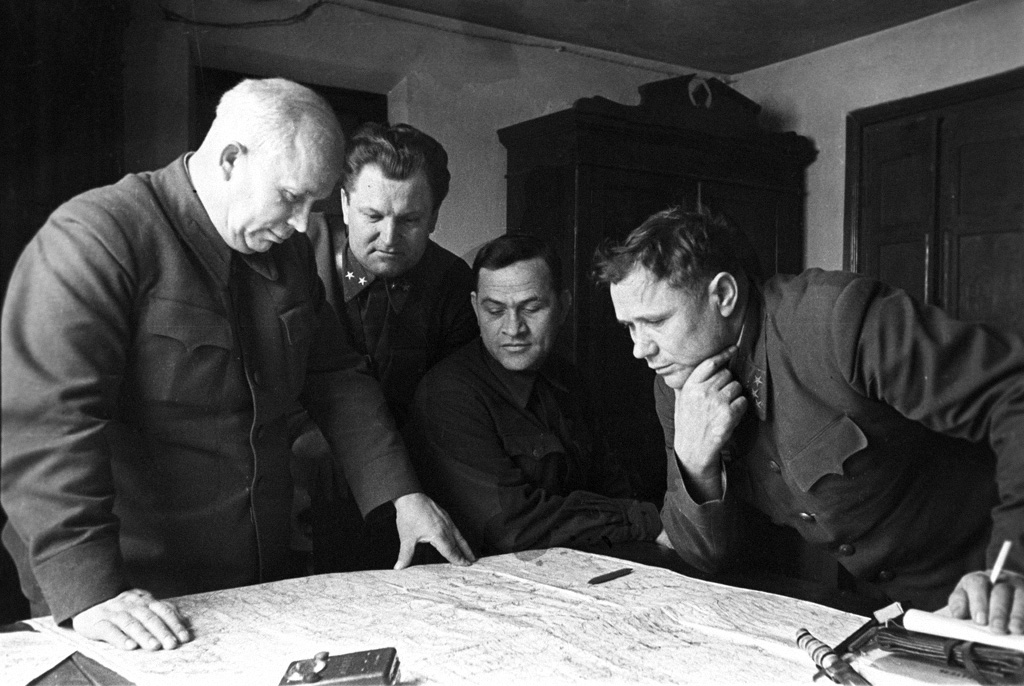
Hrușciov pe frontul de la Stalingrad

Hrușciov a ajuns pe frontul Stalingrad⁠(ru)[traduceți] în august 1942, la puțin timp după începutul bătăliei pentru oraș. Rolul său în apărarea Stalingradului nu a fost major — generalul Vasili Ciuikov, care conducea apărarea orașului, îl amintește pe Hrușciov doar pe scurt în memoriile publicate în timp ce Hrușciov era premier — dar a fost mândru de acest rol până la sfârșitul vieții. Deși l-a mai vizitat pe Stalin la Moscova cu câteva ocazii, el a rămas în Stalingrad mare parte din bătălie, și era să fie ucis cel puțin o dată. El a propus un contraatac, doar pentru a afla că Jukov și alți generali deja puseseră la cale Operațiunea Uranus, un plan de a ieși de pe poziții și de a-i încercui și distruge pe germani, plan ce era ținut secret. Înainte de lansarea lui Uranus, Hrușciov a petrecut mult timp verificând pregătirea de luptă și moralul soldaților, interogând prizonieri naziști și recrutând câțiva în scopuri de propagandă.
Curând după Stalingrad, Hrușciov a suferit o tragedie personală, fiul său Leonid, pilot de vânătoare, fiind aparent doborât și ucis în luptă la 11 martie 1943. Circumstanțele morții lui Leonid râmân obscure și controversate, întrucât niciunul dintre camarazii săi piloți nu a declarat că l-ar fi văzut doborât și nici nu s-a mai găsit trupul lui sau epava avionului. Ca rezultat, soarta lui Leonid a fost subiect de considerabile speculații. O teorie este că Leonid ar fi supraviețuit prăbușirii și că ar fi colaborat cu germanii și că ar fi fost recapturat de sovietici, iar Stalin ar fi ordonat execuția lui în ciuda rugăminților lui Nikita Hrușciov. Această presupusă ucidere este folosită pentru a explica și de ce Hrușciov l-a denunțat ulterior pe Stalin în Discursul Secret. Deși nu există în dosarele sovietice nicio dovadă care să susțină această presupunere, unii istorici susțin că dosarul lui Leonid Hrușciov a fost modificat după război. În anii care au urmat, un camarad al lui Leonid Hrușciov a afirmat că a văzut cum avionul acestuia s-a dezintegrat, dar că nu a raportat. Biograful Taubman speculează că această omisiune a fost făcută cel mai probabil pentru a evita posibilitatea de a fi văzut drept complice la moartea fiului unui membru al Biroului Politic. În vara lui 1943, soția lui Leonid, Liuba Hrușciova, a fost arestată, acuzată de spionaj și condamnată la cinci ani de muncă silnică, iar fiul ei (din altă relație), Tolea, a trecut prin mai multe orfelinate. Fiica lui Leonid, Iulia, a fost crescută de Nikita Hrușciov și de soția sa.
După ce Uranus i-a obligat pe germani să se retragă, Hrușciov a fost și pe alte fronturi ale războiului. A fost atașat trupelor sovietice la bătălia de la Kursk, în iulie 1943, când a fost respinsă ultima ofensivă majoră germană pe pământ sovietic. Hrușciov a relatat că a interogat un dezertor din SS, aflând că germanii intenționau să atace — afirmație respinsă de biograful Taubman, ca „aproape sigur exagerată”. A însoțit soldații sovietici în recucerirea Kievului în noiembrie 1943, pătrunzând în orașul devastat în timp ce soldații încă mai curățau orașul de trupe germane. Pe măsură ce forțele sovietice obțineau mai multe succese, împingându-i pe naziști către Germania, Nikita Hrușciov s-a implicat din ce în ce mai mult în munca de reconstrucție în Ucraina. A fost numit premier al RSS Ucrainene (cumulat cu postul anterior pe linie de partid, o rară situație în care conducerea de partid și de stat a Ucrainei sovietice au fost deținute de o singură persoană).
Conform biografului William Tompson, este dificil de evaluat contribuția lui Hrușciov la război, întrucât cel mai adesea a acționat ca parte a unui sfat militar, și nu se poate ști în ce măsură a influențat el deciziile, și în ce măsură doar a contrasemnat ordinele inițiate de ofițeri. Tompson arată însă că cele câteva menționări ale lui Hrușciov în memoriile militarilor, publicate în perioada Brejnev erau în general favorabile, într-o vreme când era „aproape imposibil să fie amintit Hrușciov în vreo lucrare tipărită, în orice fel de context”. Tompson sugerează că aceste amintiri favorabile indică faptul că ofițerii îl respectau pe Hrușciov.

## Cucerirea puterii

### Întoarcerea în Ucraina
Aproape întreaga Ucraină fusese sub ocupație germană, iar Hrușciov s-a întors pe domeniul său la sfârșitul lui 1943, găsindu-l devastat. Industria ucraineană fusese distrusă, iar agricultura se confrunta cu lipsuri critice. Deși milioane de ucraineni fuseseră duși în Germania ca muncitori sau prizonieri de război, existau insuficiente locuințe pentru cei ce rămăseseră. Unul din șase ucraineni a murit în al Doilea Război Mondial.
Hrușciov dorea să reconstruiască Ucraina, dar și să termine munca, la acea vreme întreruptă, de a-i impune sistemul sovietic, deși spera ca epurările din anii 1930 să nu mai aibă loc. După ce Ucraina a fost recucerită militar, s-a impus serviciul militar obligatoriu, și 750.000 de bărbați cu vârste între 19 și 50 de ani au primit o pregătire militară minimală și au fost trimiși în Armata Roșie. Alți ucraineni s-au alăturat forțelor de partizani ce doreau o Ucraină independentă. Hrușciov a călătorit din raion în raion în toată republica, cerând eforturi mai mari de la epuizata forță de muncă. A efectuat o scurtă vizită în satul său natal Kalinovka, unde a găsit o populație înfometată, după ce doar o treime dintre cei plecați în război s-au mai întors. Hrușciov a făcut ce a putut pentru a-și ajuta satul natal. În ciuda eforturilor lui Hrușciov, în 1945 industria ucraineană era la doar un sfert din valorile dinainte de război, iar recolta a fost și mai slabă decât cea din 1944, când încă nu fusese recucerit întregul teritoriu al Ucrainei.
În încercarea de a crește producția agricolă, colhozurile au primit prerogativa de a-i da afară pe țăranii care nu contribuiau suficient. Președinții de colhozuri au profitat de aceasta pentru a scăpa de dușmanii lor personali, de invalizi și de bătrâni, aproape 12.000 de oameni fiind trimiși în părțile estice ale Uniunii Sovietice. Hrușciov considera această politică drept una foarte eficace, și a recomandat lui Stalin adoptarea ei și în alte republici. A depus eforturi și să impună colectivizarea în Ucraina de Vest. Deși Hrușciov spera să o ducă la bun sfârșit până în 1947, lipsa de resurse și rezistența armată a partizanilor au încetinit procesul. Partizanii, dintre care mulți erau organizați în Armata Insurecțională Ucraineană, au fost treptat învinși, miliția și armata sovietică raportând uciderea a 110.825 de „bandiți” și capturarea a încă un sfert de milion între 1944 și 1946. Circa 600.000 de vest-ucraineni au fost arestați între 1944 și 1952, o treime fiind executați, iar restul încarcerați sau deportați în Siberia.
Anii de război 1944 și 1945 au adus recolte agricole reduse, iar în 1946 Ucraina și vestul Rusiei au suferit de secetă. Cu toate acestea, colhozurile erau obligate să predea guvernului 52% din recoltă. Guvernul sovietic dorea să strângă cât mai multe cereale pentru a-și aproviziona aliații comuniști din Europa de Est. Hrușciov a stabilit cote ridicate, ceea ce l-a făcut pe Stalin să aștepte o cantitate nerealist de mare de cereale de la Ucraina. Hrana era raționalizată — dar muncitorii rurali care nu activau în agricultură nu au primit cartele de rație. Inevitabila foamete a fost restrânsă mai ales la zonele rurale izolate și a trecut aproape neobservată în afara URSS. Hrușciov, înțelegând situația disperată de la sfârșitul lui 1946, i-a cerut în mod repetat ajutorul lui Stalin, primind din partea dictatorului doar opoziție și reacții nervoase. Cum scrisorile adresate lui Stalin nu aveau efect, Hrușciov a mers la Moscova și și-a pledat personal cauza. Stalin a acordat în sfârșit Ucrainei ajutor alimentar și bani pentru cantine sociale⁠(en)[traduceți]. Poziția politică a lui Hrușciov a avut însă de suferit și în februarie 1947, Stalin a sugerat ca Lazar Kaganovici să fie trimis în Ucraina pentru a-l „ajuta” pe Hrușciov. În luna următoare, Comitetul Central ucrainean l-a înlăturat pe Hrușciov din funcția de lider al partidului în favoarea lui Kaganovici, deși Hrușciov a rămas premier.
La scurt timp după venirea lui Kaganovici la Kiev, Hrușciov s-a îmbolnăvit, și a mai fost văzut abia în septembrie 1947. În memoriile sale, Hrușciov arată că a suferit de pneumonie; unii biografi au presupus însă că boala lui avea cauze cu totul politice, și provenea din teama ca pierderea poziției sale să nu fie primul pas către decădere și asasinat. Copiii lui Hrușciov își amintesc că tatăl lor fusese grav bolnav. Odată ce a putut să iasă din pat, a plecat împreună cu familia în prima sa vacanță de după război, la o stațiune pe litoralul Letoniei. Hrușciov a ieșit însă din rutina plajelor și a mers la vânătoare de rațe și apoi într-o vizită la Kaliningradul recent anexat de URSS, unde a vizitat cariere de piatră și fabrici. Până la sfârșitul lui 1947, Kaganovici fusese rechemat la Moscova și Hrușciov a redevenit prim-secretar de Partid pe Ucraina. Ulterior, el a renunțat la șefia guvernului ucrainean în favoarea lui Demian Korotcenko⁠(en)[traduceți], protejatul său personal.
Ultimii ani ai lui Hrușciov în Ucraina au fost în mare parte liniștiți, industria republicii revenindu-și, forțele sovietice distrugând rezistența partizanilor, iar anii 1947 și 1948 aducând recolte mai bune decât se aștepta. Colectivizarea a fost impusă în Ucraina de Vest, iar Hrușciov a implementat mai multe politici ce încurajau colectivizarea și descurajau fermele private. Acestea au produs însă și efecte nedorite: o taxă pe animalele deținute de țărani a dus la sacrificarea în masă a animalelor. În ideea de a elimina diferențele de atitudine între orașe și zona rurală și de a transforma țărănimea într-un „proletariat rural”, Hrușciov a conceput ideea de „agro-oraș”. În loc ca muncitorii agricoli să trăiască în sate pe lângă ferme, ei urma să trăiască la distanță, în orașe mai mari, care ar fi oferit servicii urbane, cum ar fi utilități și biblioteci, care nu erau prezente în sate. El a terminat un singur astfel de oraș înainte de întoarcerea la Moscova în decembrie 1949, și i l-a dedicat lui Stalin la aniversarea lui de 70 de ani.
În memoriile sale, Hrușciov își descria amintirea plăcută pe care i-o aducea Ucraina sovietică pe care a guvernat-o timp de un deceniu:

Voi spune că ucrainenii m-au tratat bine. Îmi amintesc cu căldură anii petrecuți acolo. A fost o perioadă plină de responsabilități, dar plăcută deoarece a adus satisfacții ... Dar departe de mine să-mi exagerez importanța. Întreg poporul ucrainean depunea mari eforturi ... Pun succesele Ucrainei pe seama poporului ucrainean în ansamblul lui. Nu voi mai da alte detalii, dar în principiu e foarte ușor de demonstrat. Eu însumi sunt rus, și nu vreau să-i jignesc pe ruși.

### Ultimii ani ai lui Stalin
Hrușciov a pus rechemarea sa la Moscova pe seama unei boli mintale a lui Stalin, care se temea de conspirații la Moscova de tipul cazului Leningrad, un dosar fabricat în care mulți dintre oficialii de Partid fuseseră acuzați pe nedrept de trădare. Hrușciov a fost din nou șef al Partidului în orașul și regiunea Moscova. Biograful Taubman sugerează că Stalin l-a chemat pe Hrușciov la Moscova cel mai probabil pentru a contrabalansa influența lui Gheorghi Malenkov și a șefului securității Lavrenti Beria, care erau văzuți ca moștenitori ai lui Stalin.
La acea vreme, bătrânul lider sovietic rareori mai convoca ședințe ale Biroului Politic. Mare parte din deciziile de guvernare la nivel înalt se luau în schimb în dineuri organizate de Stalin. Aceste întâlniri la care participau Beria, Malenkov, Hrușciov, Kaganovici, Kliment Voroșilov, Veaceslav Molotov și Nikolai Bulganin, care alcătuiau cercul de apropiați ai lui Stalin, începeau cu vizionări de filme cu cowboy, care îi plăceau dictatorului. Furate din Occident, ele nu aveau subtitrări. Dictatorul servea cina pe la orele 1 a.m., și insista ca subordonații săi să rămână cu el și să bea până în zori. La o astfel de întâlnire, Stalin l-a pus pe Hrușciov, care avea aproape 60 de ani, să danzeze un dans tradițional ucrainean⁠(en)[traduceți]. Hrușciov s-a conformat, și a spus ulterior că „dacă ești înțelept, când îți spune Stalin să dansezi, dansezi”. Hrușciov încerca să doarmă pe la orele prânzului ca să nu adoarmă în prezența lui Stalin; în memoriile sale își amintea că „lucrurile mergeau foarte rău pentru cei care adormeau la masa lui Stalin”.
În 1950, Hrușciov a început un program de construcții de locuințe în Moscova pe scară largă. Mare parte din locuințe erau organizate sub forma unor blocuri de cinci sau șase etaje, care au devenit omniprezente în toată Uniunea Sovietică și multe sunt încă locuite și astăzi. Hrușciov a promovat folosirea plăcilor prefabricate de beton, accelerând mult construcția. Aceste structuri au triplat ritmul de construcție al clădirilor de locuințe din Moscova față de perioada 1946–1950, nu aveau ascensoare și nici balcoane, și au fost poreclite de oamenii din popor Hrușcebî⁠(ru)[traduceți], joc de cuvinte pe baza cuvântului rusesc pentru „ghetou”, trușcebî. Aproape 60.000.000 de persoane din fostele republici sovietice încă mai locuiesc în aceste blocuri.
În noul său post, Hrușciov și-a continuat schema de consolidare a colhozurilor, reducând numărul de ferme colective din regiunea Moscova cu circa 70%. Aceasta a avut ca rezultat ferme prea mari pentru a putea fi gestionate de un singur președinte. Hrușciov a încercat să-și implementeze ideea lui de agro-orașe, dar când lungul său discurs pe această temă a fost publicat în Pravda în martie 1951, Stalin l-a dezaprobat. Ziarul a publicat în grabă o notă prin care afirma că discursul lui Hrușciov este doar o propunere, nu o politică. În aprilie, Biroul Politic a respins propunerea amenajării de agro-orașe. Hrușciov se temea că Stalin îl va demite, dar conducătorul a râs de Hrușciov, după care a lăsat episodul să treacă.
La 1 martie 1953, Stalin a suferit un atac cerebral masiv, aparent când s-a trezit din somn. Stalin lăsase ordine să nu fie deranjat și au trecut douăsprezece ore până când starea lui a fost descoperită. Chiar și în timp ce medicii îngroziți încercau să-l trateze, Hrușciov și colegii săi s-au angajat în dezbateri intense pe tema noului guvern. La 5 martie, Stalin a murit. În timp ce Hrușciov și alți înalți oficiali plângeau lângă patul lui Stalin, Beria a ieșit în grabă din cameră, cerând să i se aducă mașina.
Hrușciov scria despre Stalin în memoriile sale:

Stalin îi făcea „dușmani ai poporului” pe toți cei care nu erau de acord cu el. Spunea că ei vor să restaureze vechea ordine și că în acest scop, „dușmanii poporului” erau în cârdășie cu forțele reacționare internaționale. Ca urmare, au pierit multe sute de mii de oameni cinstiți. Toată lumea trăia în frică pe vremea aceea. Toată lumea se aștepta în orice moment să i se bată la ușă în miez de noapte și ca acea bătaie în ușă să se dovedească fatală ... Oamenii care nu îi conveneau lui Stalin erau anihilați, membri de partid cinstiți, oameni ireproșabili, muncitori loiali pentru cauza noastră care trecuseră prin școala luptei revoluționare sub conducerea lui Lenin. Era de un arbitrar total și absolut. Și acum toate acestea să fie iertate și uitate? Niciodată! 

### Lupta pentru putere
La 6 martie 1953, a fost anunțată moartea lui Stalin, precum și noua conducere a țării. Malenkov urma să fie noul președinte al Consiliului de Miniștri, iar Beria (care și-a consolidat controlul asupra agenturilor de securitate), Kaganovici, Bulganin, și fostul ministru de externe Veaceslav Molotov ca prim-vice-prim-miniștri. Membrii prezidiului Comitetului Central recent promovați de Stalin au fost retrogradați. Hrușciov a fost înlăturat din funcția de la nivelul Moscovei pentru a se concentra asupra unor sarcini nespecificate la Comitetul Central al Partidului. The New York Times îi dădea pe Malenkov și pe Beria ca primul și al doilea în conducerea prezidiului de zece oameni — și pe Hrușciov îl punea pe ultimul loc.
La 14 martie, însă, Malenkov a demisionat din funcția de secretar al Comitetului Central, din cauza unor îngrijorări că acumulează prea multă putere. Principalul beneficiar era Hrușciov. Numele său a apărut pe prima poziție într-o listă revizuită de secretari—arătând că el era acum în fruntea partidului. Comitetul Central l-a ales oficial în funcția de secretar general în septembrie.
Chiar înainte de înmormântarea lui Stalin, Beria a declanșat o lungă serie de reforme comparabile doar cu cele ale lui Hrușciov din perioada sa de putere și chiar cu cele ale lui Mihail Gorbaciov de după o treime de secol. Propunerile lui Beria aveau scopul de a-l denigra pe Stalin și de a da vina pe el pentru crimele înfăptuite de Beria. Una din propunerile adoptate a fost o amnistie care în cele din urmă a dus la eliberarea a peste un milion de deținuți. O alta, neadoptată, a fost pemiterea unirii Germaniei de Est cu cea de vest într-o Germanie neutră, în schimbul unor compensații din partea Occidentului — propunere considerată de Hrușciov ca fiind anticomunistă. Hrușciov s-a aliat cu Malenkov pentru a bloca multe din propunerile lui Beria, și cei doi au primit treptat susținerea altor membri ai prezidiului. Campania lor împotriva lui Beria a fost ajutată de temerile că Beria pune la cale o lovitură de stat militară și, după cum afirmă Hrușciov în memoriile sale, de convingerea că „Beria ne pregătește cuțitele”.
La 26 iunie 1953, Beria a fost arestat într-o ședință a prezidiului, după pregătiri militare extinse efectuate de Hrușciov și de aliații săi. Beria a fost judecat în secret, și executat în decembrie 1953 împreună cu cinci dintre apropiații săi. Execuția lui Beria s-a dovedit a fi ultima oară când învinsul unei lupte pentru putere la vârful regimului totalitar sovietic plătește cu viața.
Lupta pentru putere în prezidiu nu a fost însă rezolvată prin eliminarea lui Beria. Puterea lui Malenkov stătea în aparatul central al statului, pe care încerca să-l extindă prin reogranizarea guvernului, dându-i-se și alte puteri în dauna partidului unic. El a căutat și susținere publică reducând prețurile la bunurile de consum și scăzând minimul obligatoriu de achiziție de titluri de stat de către cetățeni. Hrușciov, pe de altă parte, cu baza de putere în Partid, încerca să întărească Partidul și poziția sa în cadrul acestuia. Deși în sistemul totalitar sovietic, Partidul Comunist era singurul partid legal și rolul lui în procesul decizional era proeminent, puterile lui fuseseră reduse de către Stalin, care izolase mare parte din acea putere în mâinile lui personale și în cele ale Biroului Politic (ulterior, prezidiul CC). Hrușciov a înțeles că, atâta timp cât prezidiul este în conflict, Partidul și Comitetul Central ar putea să devină din nou puternice. Hrușciov a cultivat cu grijă înalți oficiali de Partid și a numit mulți susținători ai săi în funcții de baroni locali, care apoi au ocupat locuri în Comitetul Central.
Hrușciov s-a prezentat ca fiind un activist cu picioarele pe pământ și pregătit să-și asume orice provocare, spre deosebire de Malenkov care, deși sofisticat, părea incolor. Hrușciov a aranjat ca Kremlinul să fie deschis publicului, gest cu „mare rezonanță publică”. Deși atât Malenkov cât și Hrușciov dorau să reformeze agricultura, propunerile lui Hrușciov erau mai vaste și cuprindeau și Campania Pământurilor Nedesțelenite, prin care sude de mii de tineri voluntari urmau să se stabilească în Siberia de Vest și în Kazahstanul de Nord și să practice agricultura. Deși această schemă a devenit un uriaș dezastru pentru agricultura sovietică, la început părea să aibă succes. În plus, Hrușciov deținea informații incriminatoare despre Malenkov, luate din dosarele secrete ale lui Beria. În timp ce procurorii sovietici anchetau atrocitățile ultimilor ani ai lui Stalin, inclusiv cazul Leningrad, au dat peste dovezi privind implicarea lui Malenkov. Începând cu luna februarie 1954, Hrușciov i-a luat locul lui Malenkov în scanunul de onoare de la întrunirile prezidiului; în iunie, Malenkov nu mai era primul pe lista membrilor prezidiului, care a fost de atunci organizată în ordine alfabetică. Influența lui Hrușciov a continuat să crească, dobândind fidelitatea liderilor de Partid la nivel local, și obținând numirea în fruntea KGB-ului pentru un om de încredere.
La o ședință a Comitetului Central din ianuarie 1955, Malenkov a fost acuzat de implicare în atrocități, iar comitetul a adoptat o rezoluție prin care îl acuza de implicarea în cazul Leningrad și de facilitarea ascensiunii lui Beria. În luna următoare, la o întrunire a Sovietului Suprem (structură cu rol în mare parte decorativ), Malenkov a fost retrogradat în favoarea lui Bulganin, spre suprinderea observatorilor occidentali. Malenkov a rămas în prezidiu ca ministru al centralelor electrice. Conform biografului William Tompson, „poziția lui Hrușciov ca primul între membrii conducerii colective⁠(en)[traduceți] era acum dincolo de orice îndoială”.

## La conducerea Uniunii Sovietice (1955–1964)

### Politica internă

#### Consolidarea puterii; Discursul Secret
După retrogradarea lui Malenkov, Hrușciov și Molotov au colaborat bine la început, iar vechiul ministru de externe chiar a propus ca Hrușciov, și nu Bulganin, să-i ia locul lui Malenkov ca premier. Cei doi însă aveau din ce în ce mai des opinii politice divergente. Molotov se opunea politicii Pământurilor Nedesțelenite, propunând în schimb investiții mari pentru creșterea producției agricole în zonele deja dezvoltate, pe care Hrușciov nu le considera fezabile din cauza lipsei de resurse și de forță de muncă instruită în agricultură. Cei doi erau în dezacord și în ce privește politica externă; puțin după ce Hrușciov a preluat puterea, el a căutat să încheie un tratat de pace cu Austria, ceea ce ar fi permis trupelor sovietice care ocupau o parte din această țară să se retragă. Molotov se opunea, dar Hrușciov a aranjat o vizită la Moscova pentru o delegație austrică și pentru negocieri de pace cu acea delegație. Deși Hrușciov și alți membri ai prezidiului l-au atacat pe Molotov la o ședința a Comitetului Central pe la jumătatea lui 1955, acuzându-l că a dus o politică externă care a întors întreaga lume împotriva URSS, Molotov a rămas în funcție.
Până la finalul lui 1955, mii de deținuți politici se întorseseră acasă și povestiseră experiența lor în lagărele de muncă ale gulagului. Continuarea anchetării abuzurilor a relevat succesorilor lui Stalin întreaga complexitate a crimelor dictatorului. Hrușciov credea că, odată înlăturată pata stalinismului, Partidul va inspira cetățenilor loialitate. În luna octombrie 1955, Hrușciov a început să insiste să prezinte crimele lui Stalin delegaților de la Congresul al XX-lea al Partidului. Unii din colegii săi, între care Molotov și Malenkov, se opuneau dezvăluirii lor, și au reușit să-l convingă să-și prezinte remarcile într-o ședință închisă.
Al XX-lea Congres al Partidului a început la 14 februarie 1956. În cuvântarea de deschidere, Hrușciov l-a denigrat pe Stalin, când a cerut delegaților să păstreze un moment de reculegere în memoria liderilor comuniști care muriseră de la congresul anterior și până atunci, și când i-a enumerat pe aceștia, pe Stalin l-a pus pe același nivel ca și bețivul Klement Gottwald și cvasinecunoscutul Kyuichi Tokuda⁠(en)[traduceți]. La primele ore ale dimineții de 25 februarie, Hrușciov a ținut așa-numitul „Discurs Secret” într-o ședință închisă a Congresului, limitată la delegații sovietici. În patru ore, el a demolat reputația lui Stalin. Hrușciov scria în memoriile sale că „congresul m-a ascultat în liniște. Cum se spune, puteai să auzi cum cade un ac. A fost totul atât de brusc și neașteptat.” Hrușciov le-a spus delegaților:

Aici Stalin și-a demonstrat Stalin într-o întreagă serie de cazuri intoleranța, brutalitatea și abuzul de putere ... adesea alegea calea represiunii și anihilării fizice, nu doar împotriva unor dușmani adevărați, ci și împotriva unor indivizi care nu comiseseră nicio crimă împotriva partidului sau împotriva guvernului sovietic.

Deși nu a produs schimbări fundamentale în societatea sovietică, Discursul Secret a avut o gamă largă de efecte. El a fost un factor declanșator pentru agitațiile din Polonia și pentru revoluția din Ungaria din același an, în timp ce apărătorii lui Stalin au generat patru zile de revoltă⁠(en)[traduceți] în Georgia sa natală în iunie, cerând demisia lui Hrușciov și preluarea puterii de către Molotov. În ședințele în care se recitea Discursul Secret, comuniștii îl condamnau chiar și mai dur pe Stalin (dar și pe Hrușciov), și unii au cerut chiar alegeri pluripartite. Stalin nu a fost însă denunțat în public, portretul lui rămânând afișat în toată Uniunea Sovietică, de la aeroporturi până în biroul lui Hrușciov de la Kremlin. Mihail Gorbaciov, pe atunci oficial al Komsomolului, își amintea că deși sovieticii tineri și educați erau emoționați de discurs, mulți alții îl deplângeau, fie luând apărarea lui Stalin, fie afirmând că nu are niciun rost dezgroparea trecutului. Patruzeci de ani mai târziu, după căderea URSS, Gorbaciov l-a aplaudat pe Hrușciov pentru curajul de a-și asuma un risc politic atât de mare, dând dovadă că era „până la urmă un om moral”.
Termenul de „Discurs Secret” s-a dovedit a fi cu totul eronat. Deși participanții la lecturarea discursului erau doar sovietici, delegaților est-europeni li s-a permis să-l asculte în seara următoare, citit rar pentru a le permite să-și ia notițe. Până la 5 martie, se trimiteau în toată țara prin poștă copii ale lui marcate „nu pentru presă” în loc de „strict secret”. În termen de o lună a apărut în Polonia o traducere oficială; polonezii au mai tipărit 12.000 de copii, dintre care una a ajuns în scurt timp în Occident. Fiul lui Hrușciov, Serghei, a scris ulterior: „Evident, tata a încercat să se asigure că ajunge la urechile cât mai multora. În curând, era citit la ședințele Komsomol; asta a însemnat încă optsprezece milioane de ascultători. Dacă numeri și rudele acestora, prietenii, cunoștințele, poți spune că întreaga țară înțelesese discursul ... Abia venise primăvara, și discursul făcea ocolul lumii."
Minoritatea anti-Hrușciov din prezidiu a fost întărită de cei ce se opuneau propunerilor lui de a descentraliza autoritatea asupra industriei, ceea ce lovea direct în inima bazei de putere a lui Malenkov. În prima jumătate a lui 1957, Malenkov, Molotov și Kaganovici au colaborat pentru a aduna susținere în vederea demiterii lui Hrușciov. La o ședință a prezidiului din 18 iunie, de la care lipseau doi susținători ai lui Hrușciov, complotiștii au propus ca Bulganin, care li se alăturase, să prezideze lucrările, precum și alte modificări care ar fi avut efectul de a-l retrograda pe Hrușciov și de a-l pune pe el la comandă. Hrușciov s-a opus, argumentând că nu au fost anunțați toți membrii prezidiului, obiecție ce ar fi fost înlăturată rapid dacă Hrușciov nu ar fi controlat ferm armata, prin ministrul apărării, mareșalul Jukov, și departamentele de securitate. Timp de mai multe zile au avut loc îndelungate ședințe ale prezidiului. Cum au început să circule zvonuri despre lupta de putere, membrii Comitetului Central, controlat de Hrușciov, au început să vină la Moscova, mulți aduși cu avioanele militare, și au cerut să fie primiți în ședință. Deși nu li s-a permis accesul, s-au strâns la Moscova în scurt timp suficienți membri ai CC pentru a convoca un Congres de urgență al Partidului, ceea ce a avut ca efect obligarea conducerii să permită o ședință a Comitetului Central. La acea ședință, principalii trei conspiratori au fost denumiți „Grupul Anti-Partid”, acuzați de facționalism și de complicitate la crimele lui Stalin. Cei trei au fost excluși din prezidiu și din Comitetul Central, ca și fostul prim ministru și protejat al lui Hrușciov Dmitri Șepilov⁠(en)[traduceți] care li se alăturase acestora. Molotov a fost trimis ambasador în Mongolia; ceilalți au fost trimiși directori de întreprindere și de institut, departe de Moscova.
Mareșalul Jukov a fost răsplătit pentru susținerea sa cu statutul de membru deplin al prezidiului, dar Hrușciov se temea de puterea și de popularitatea lui. În octombrie, ministrul apărării a fost trimis într-un tur al Balcanilor, iar Hrușciov a pregătit o ședință de prezidiu în care să-l demită. Jukov a aflat ce se întâmplă, și s-a întors în grabă la Moscova, doar pentru a fi notificat oficial de demiterea sa. La o ședință a CC ținută după câteva săptămâni, numeni nu a spus niciun cuvânt în apărarea lui Jukov. Hrușciov a dus la bun sfârșit consolidarea puterii sale aranjând să-l înlocuiască pe Bulganin în funcția de premier (Bulganin a fost numit președinte al Gosbank) și înființând un Consiliu de Apărare a URSS, condus de el, prin care a devenit efectiv comandant suprem al armatei. Deși acum era incontestabil numărul unu, Hrușciov nu avea puterea absolută de care se bucurase Stalin.

#### Liberalizarea și artele

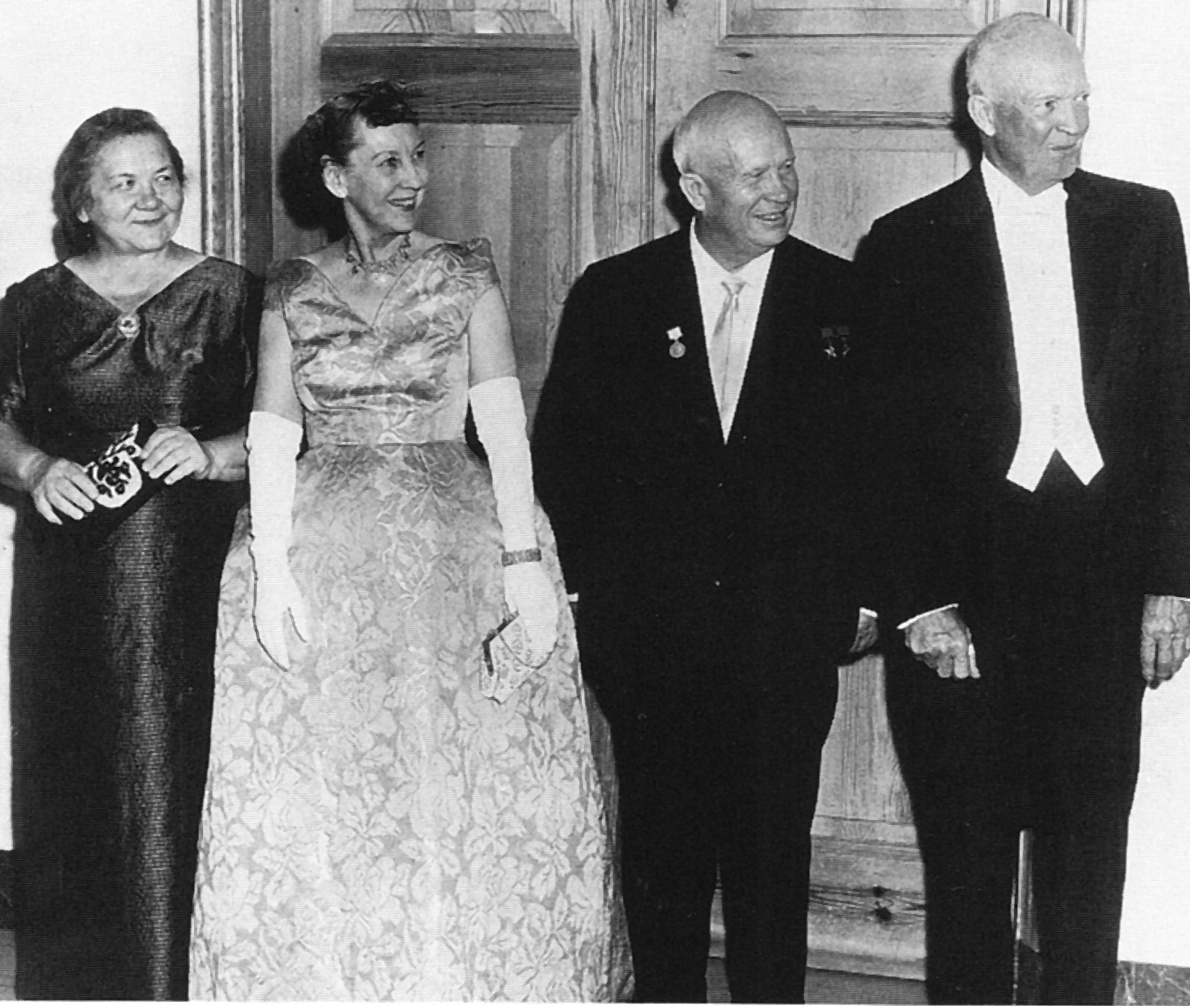
Hrușciov, Dwight Eisenhower și soțiile lor la un dineu oficial în 1959

După ce a preluat puterea, Hrușciov a permis puțină libertate a artelor. Romanul Nu doar cu pâine⁠(en)[traduceți] de Vladimir Dudințev, despre un inginer idealist în luptă cu birocrații rigizi, a fost permis și publicat în 1956, deși Hrușciov l-a denumit „fals la bază”. În 1958, Hrușciov a ordonat în schimb un atac dur asupra lui Boris Pasternak după ce romanul său Doctor Jivago a fost publicat în străinătate (nu i s-a permis publicarea lui în Uniunea Sovietică). Pravda a descris romanul ca fiind „o pastișă reacționară de proastă calitate”, iar autorul a fost exclus din Uniunea Scriitorilor. Mai rău decât atât (din punctul de vedere al lui Hrușciov), Pasternak a primit Premiul Nobel pentru Literatură, pe care, după mari presiuni, l-a refuzat. După aceasta, Hrușciov a ordonat oprirea atacurilor la adresa lui Pasternak. În memoriile lui, Hrușciov spune că a ezitat mult în ce privește romanul, că a fost aproape să-i permită publicarea, și că ulterior a regretat că nu l-a permis. După căderea de la putere, Hrușciov a obținut o copie a romanului și a citit-o (anterior citise doar câteva extrase) și a spus: „nu trebuia să-l interzicem. Trebuia să-l citesc și eu. Nu e nimic antisovietic în el.”
Hrușciov credea că URSS poate atinge standardele de viață ale Occidentului, și nu se temea să-i lase pe cetățenii sovietici să vadă realizările occidentale. Stalin primise doar câțiva turiști în URSS, și lăsase foarte puțini sovietici să călătorească în străinătate. Hrușciov a permis sovieticilor să iasă din țară (peste 700.000 de cetățeni sovietici ieșiseră din țară în 1957) și a permis oricăror turiști străini să viziteze Uniunea Sovietică, unde aceștia au devenit o imensă curiozitate. În 1957, Hrușciov a autorizat organizarea la Moscova a celui de al 6-lea Festival Mondial al Tineretului și Studenților⁠(en)[traduceți] în acea vară. I-a instruit pe oficialii Komsomol să-i „sufoce pe oaspeții străini cu îmbrățișările”. „Carnavalul socialist” ce a urmat a implicat peste trei milioane de moscoviți, care s-au alăturat celor 30.000 de tineri vizitatori de la grupuri de discuții în tot orașul până la evenimente la Kremlin. Conform istoricului Vladislav Zubok, festivalul „a spart clișeele propagandiste” despre occidentali și a permis moscoviților să-i vadă cu ochii lor.
În 1962, impresionat de romanul O zi în viața lui Ivan Denisovici de Aleksandr Soljenițîn, a convins prezidiul să-i permită publicarea. Acest dezgheț reluat a luat sfârșit la 1 decembrie 1962, când Hrușciov a fost dus la Galeria Manej⁠(en)[traduceți] să vadă o expoziție în care erau prezente mai multe lucrări de avangardă. Văzându-le, Hrușciov a explodat de furie, descriindu-le ca „rahat de câine”, și declarând că „și un măgar poate să mânjească cu coada o pânză și să iasă artă mai reușită”. După o săptămână, Pravda a lansat un apel pentru puritate artistică. Când scriitorii și cineaștii au luat apărarea artiștilor plastici, Hrușciov s-a înfuriat și pe ei. În ciuda furiei premierului, însă, niciunul dintre artiști nu a fost arestat sau exilat. Expoziția de la Galeria Manej a rămas deschisă o vreme după vizita lui Hrușciov și a înregistrat o creștere considerabilă a numărului de vizitatori după articolul din Pravda.

#### Reforma politică
Sub Hrușciov, tribunalele speciale operate de agențiile de securitate au fost abolite. Aceste tribunale (denumite troika), adesea ignoraseră legile și procedurile legale. După reforme, nimeni nu mai putea fi pus sub acuzare pentru o infracțiune politică nici măcar în tribunalele obișnuite fără aprobarea comitetului local de Partid. Această aprobare se obținea rareori și în timpul lui Hrușciov nu au mai avut loc procese politice majore, și în total cel mult câteva sute de procese politice minore. În schimb, disidenților li se impuneau alte sancțiuni, între care pierderea slujbei sau a poziției universitare, sau excluderea din Partid. În timpul conducerii lui Hrușciov, s-a introdus spitalizarea forțată a celor ce prezentau „pericol social”. Conform autorului Roy Medvedev, care a scris o analiză timpurie a anilor în care Hrușciov a fost la putere, „teroarea politică, ca metodă cotidiană de guvernare, a fost înlocuită de Hrușciov cu mijloace administrative de represiune”.
În 1958, Hrușciov a deschis o ședință a Comitetului Central prezenței a sute de oficiali sovietici; unii au avut chiar dreptul de a lua cuvântul. Pentru prima oară, lucrările Comitetului au fost publicate sub forma unei cărți, practică ce a continuat și la ședințele ulterioare. Această deschidere i-a permis însă de fapt lui Hrușciov să-și exercite mai eficient controlul asupra Comitetului, întrucât orice opozant s-ar fi văzut obligat să-și argumenteze poziția în fața unei mulțimi mari care îl dezaproba.
În 1962, Hrușciov a împărțit comitetele de nivel regional ale Partidului în două structuri paralele, una pentru industrie și alta pentru agricultură. Decizia a fost una nepopulară în rândul unor apparatciki, și a dus la derută privind ierarhia de cadre, întrucât niciunul dintre secretarii de comitet nu era superiorul celuilalt. Întrucât fiecare regiune avea un număr limitat de locuri în Comitetul Central, această împărțire a deschis posibilitatea unor rivalități între facțiuni și, conform lui Medvedev, aveau potențialul de a crea un sistem bipartid incipient. Hrușciov a ordonat și ca o treime din membrii fiecărui comitet, de la consiliile inferioare până la Comitetul Central, să fie înlocuiți la fiecare alegere. Acest decret a produs tensiuni între Hrușciov și Comitetul Central și i-a deranjat pe liderii de partid care îl susținuseră pe Hrușciov în ascensiunea lui spre putere.

#### Politica agricolă
Începând cu anii 1940, Hrușciov susținuse cultivarea porumbului în Uniunea Sovietică, ceea ce îi adusese porecla de kukuruznik („porumbistul”). În Ucraina el a înființat un institut al porumbului și a ordonat cultivarea a mii de hectare de porumb în „Pământurile Nedesțelenite”. În februarie 1955, Hrușciov a ținut un discurs prin care a susținut crearea în URSS a unei centuri a porumbului similară cu cea din Iowa, și o delegație sovietică a vizitat statul american în acea vară. Deși intenția lor era de a vizita doar ferme mici, șeful delegației a fost abordat de fermierul și negustorul de porumb Roswell Garst⁠(en)[traduceți], care l-a convins să vină în vizită cu delegația la marea fermă a lui Garst⁠(en)[traduceți]. Iowanul a vizitat la rândul său în septembrie Uniunea Sovietică, unde s-a împrietenit cu Hrușciov, iar Garst a vândut Uniunii Sovietice 4.500 t de porumb de sămânță. Garst i-a sfătuit pe sovietici să cultive porumbul în zona sudică a țării și să se asigure că au stocuri suficiente de îngrășământ, insecticide și erbicide. Sovieticii nu i-au urmat indicațiile, întrucât Hrușciov dorea să cultive porumb chiar și în Siberia, și fără chimicalele necesare. Deși însuși Hrușciov avertiza împotriva celor „care ar vrea să cultivăm toată planeta cu porumb”, el era foarte pasionat de porumb, într-atât încât atunci când a vizitat un colhoz din Letonia, a afirmat franc că se aștepta ca cei din audiență să se întrebe probabil, „va spune Hrușciov ceva despre porumb sau nu?” A spus, și i-a mustrat pe colhoznici că nu au cultivat mai mult porumb. Experimentul cu porumbul nu a avut mare succes, și ulterior își amintea că unii colhoznici cultivaseră prea mult porumb doar pentru a-i face pe plac, fără a pregăti corespunzător solul, și „ca urmare, porumbul cultivat ca nutreț a fost discreditat — și la fel și eu”.
Hrușciov a încercat să abolească Stațiile Mașini-Tractoare care nu doar că dețineau mare parte din mașinile agricole mari, cum ar fi tractoare sau combine, ci și efectuau servicii cum ar fi aratul. El a transferat echipamentele și funcțiile acestora direct colhozurilor și sovhozurilor. După un test reușit implicând stațiile care deserveau fiecare doar câte un singur mare colhoz, Hrușciov a cerut o tranziție treptată — după care s-a răzgândit și a accelerat ritmul. În trei luni, peste jumătate din Stațiile Mașini-Tractoare fuseseră închise, iar colhozurile erau obligate să-și cumpere echipamentul, fără să primească reducere în schimbul casării mașinilor vechi sau defecte. Angajații Stațiilor, nefiind dornici să se lege de colhozuri și să-și piardă statutul de angajați ai statului și dreptul de a-și schimba locul de muncă, s-au refugiat în orașe, ducând la o penurie de personal calificat să opereze mașinile. Costurile mașinilor, plus costul construcției de spații pentru garaj și de rezervoare de combustibili, a dus la sărăcirea multor colhozuri. Facilitățile pentru reprarații erau inadecvate. Fără Stațiile Mașini-Tractoare, piața sovietică a echipamentelor agricole s-a prăbușit, iar colhozurile nu mai aveau nici bani, nici achizitori calificați pentru echipamente noi.
Unul din consilierii lui Hrușciov a fost Trofim Lîsenko, care promisese mari creșteri ale producției cu investiții minime. Asemenea scheme erau atractive pentru Hrușciov, care a ordonat implementarea lor. Lîsenko a reușit să-și păstreze influența asupra lui Hrușciov în ciuda eșecurilor repetate; cum eșua un plan de-al lui, susținea altul. Influența lui Lîsenko a întârziat mult dezvoltarea geneticii în Uniunea Sovietică. În 1959, Hrușciov a anunțat planul de a depăși Statele Unite la producția de lapte, carne și unt. Oficialii locali, încurajați de Hrușciov, s-au angajat la planuri mari de producție. Aceste planuri s-au îndeplinit doar pe hârtie, obligând colhozurile să-și sacrifice vitele de prăsilă și să cumpere carne de la magazinele de stat pe care apoi s-o revândă guvernului, crescând artificial producția.
În iunie 1962, prețurile la alimente au fost crescute, în special la carne și unt (cu 25–30%), ceea ce a produs nemulțumiri. În orașul of Novocerkassk (regiunea Rostov) din sudul Rusiei nemulțumirile au escaladat, producând o grevă și o revoltă⁠(en)[traduceți] împotriva autorităților. Revolta a fost înăbușită de armată. Conform relatărilor oficiale sovietice, 22 de persoane au murit și 87 au fost rănite. 116 demonstranți au fost condamnați pentru implicarea în revoltă și șapte dintre ei au fost executați. Informațiile despre revoltă au fost complet suprimate în URSS, dar s-au răspândit prin Samizdat și au deteriorat reputația lui Hrușciov în Occident.
În 1963, Uniunea Sovietică a fost lovită de secetă; recolta a scăzut la 97.500.000 t de cereale de la maximul înregistrat în 1958 de 122.200.000 t. Au apărut cozi la pâine, fapt ce i-a fost ascuns lui Hrușciov la început. Nedorind să cumpere alimente din Occident, dar pus în fața alternativei de a răspândi foametea, Hrușciov a epuizat valuta forte a țării, cheltuind o parte din rezervele de aur ale țării achiziționând cereale și alimente.

#### Educația

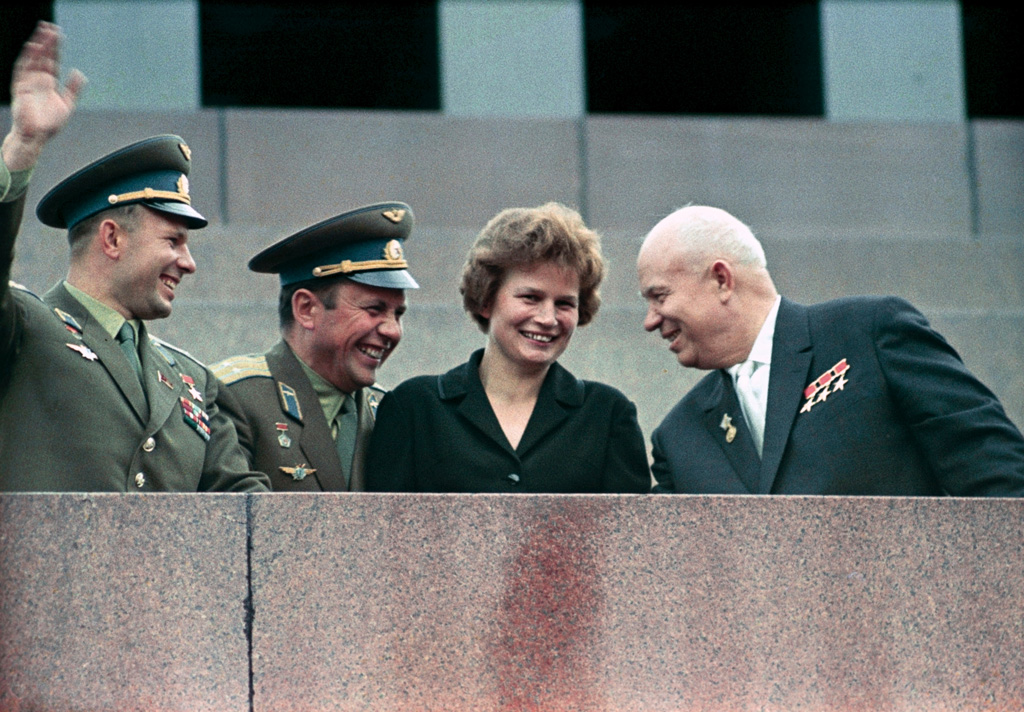
Hrușciov împreună cu cosmonauții Valentina Tereșkova, en și Iuri Gagarin

În vizita efectuată în SUA în 1959, Hrușciov a fost profund impresionat de programul de educație agricolă de la Universitatea Statului Iowa⁠(en)[traduceți], și a încercat să-l imite în Uniunea Sovietică. La acea vreme, principalul colegiu agricol din URSS era la Moscova, iar studenții nu efectuau munca manuală de cultivare. Hrușciov a propus mutarea programelor în zonele rurale. Nu a reușit, din cauza opoziției profesorilor și studenților, care, deși erau de acord cu premierul pe fond, nu erau dornici să-i ducă propunerile la îndeplinire. Hrușciov își amintea în memoriile sale: „e bine să locuiești la Moscova și să lucrezi la Academia Agrară Timireazev⁠(en)[traduceți]. E o veche și venerabilă instituție, o mare unitate economică, cu profesori calificați, dar este în oraș! Studenții nu tânjesc să lucreze la fermele colective pentru că pentru a face asta, ar trebui să plece în provincie și să trăiască pe câmp.”
Hrușciov a înființat mai multe orașe universitare, cum ar fi Akademgorodok⁠(en)[traduceți]. Premierul credea că știința occidentală înflorește deoarece mulți oameni de știință trăiesc în orașe universitare cum ar fi Oxford, izolați de distracțiile marilor orașe, având acolo condiții de trai plăcute și salarii bune. El a încercat să duplice aceste condiții în Uniunea Sovietică. Tentativa lui a avut în general succes, deși noile orașe și centre științifice tindeau să atragă oameni de știință tineri, cei mai în vârstă nefiind dornici să plece din Moscova sau din Leningrad.
Hrușciov a propus și restructurarea liceelor sovietice. În timp ce liceele predau un curriculum ce pregătea elevii pentru facultate, puțini tineri urmau această cale. Hrușciov dorea să mute atenția școlilor secundare către învățământul vocațional: elevii urmau să petreacă mai mult timp ca ucenici sau lucrând în fabrici, și doar o mică parte aveau să rămână în școli. În practică, școlile și-au dezvoltat legături cu întreprinderile locale, iar elevii lucrau acolo doar una sau două zile pe săptămână; directorii de fabrici, la rândul lor, nu doreau să aibă activitatea perturbată de activități educative, în timp ce elevii și familiile lor se plângeau că nu au de ales ce meserie să învețe.
Deși propunerea învățământului vocațional nu avea să supraviețuiască căderii lui Hrușciov, o schimbare mai de durată a constituit-o înființarea unei rețele de licee specializate pentru elevii dotați sau pentru cei ce doreau să urmeze un subiect științific. Aceste școli erau modelate după școlile de limbi străine înființate la Moscova și la Leningrad începând cu 1949. În 1962, s-a înființat o școală de vară specială la Novosibirsk pentru a-i pregăti pe elevi pentru o olimpiadă de matematică și științe pe Siberia. În anul următor, Școala-Internat de Matematică și Științe Novosibirsk a devenit prima școală rezidențială permanentă specializată în matematică și științe. Au mai fost înființate și alte asemenea școli în Moscova, Leningrad și Kiev. Până la începutul anilor 1970, se înființaseră peste 100 de școli specializate în matematică, științe, arte, muzică și sport. Educația preșcolară a fost extinsă ca parte din reformele lui Hrușciov, și la momentul plecării din funcție, circa 22% din copiii sovietici mergeau la grădiniță — aproape jumătate din cei din orașe, dar numai 12% din cei din zonele rurale.

### Politica externă și apărarea

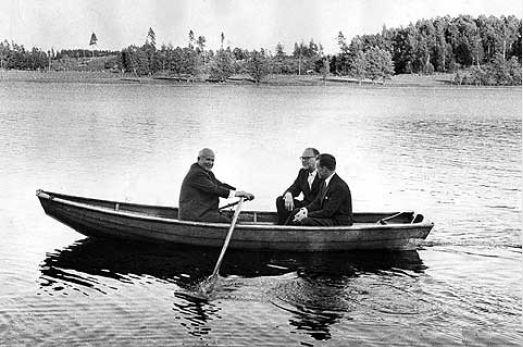
Nikita Hrușciov și premierul suedez Tage Erlander într-o barcă cu vâsle, 1964

Când Hrușciov a preluat controlul, lumea din exterior încă știa foarte puține despre el, și la început nu era impresionată. Scund, greoi, îmbrăcat mereu cu costume care nu îi veneau, „radia energie, dar nu și intelect”, și mulți îl considerau un bufon care nu avea să dureze mult. Ministrul britanic de externe Harold Macmillan se întreba: „cum poate acest om gras și vulgar cu ochii aceia de porc și care vorbește întruna să fie conducătorul — țarul aspirant al atâtor milioane de oameni?”
Biograful Tompson îl descria astfel pe liderul sovietic:

Putea fi fermecător sau vulgar, exuberant sau ursuz, era predispus la accese publice de furie (adesea premeditate) și la exces de hiperbole în retorica sa. Dar oricum ar fi fost și oricum ar fi părut, era mai uman decât predecesorul său sau chiar mai mult decât majoritatea omologilor să străini, și pentru mare parte din lume, aceasta era suficient pentru a face URSS mai puțin misterioasă sau amenințătoare.

#### Statele Unite și aliații

##### Primele relații și vizita în SUA (1957–1960)

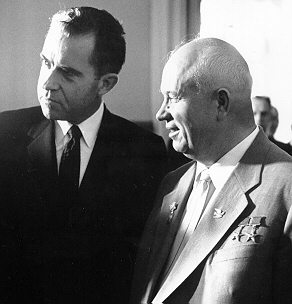
Hrușciov (dreapta) cu vicepreședintele american Richard Nixon, 1959

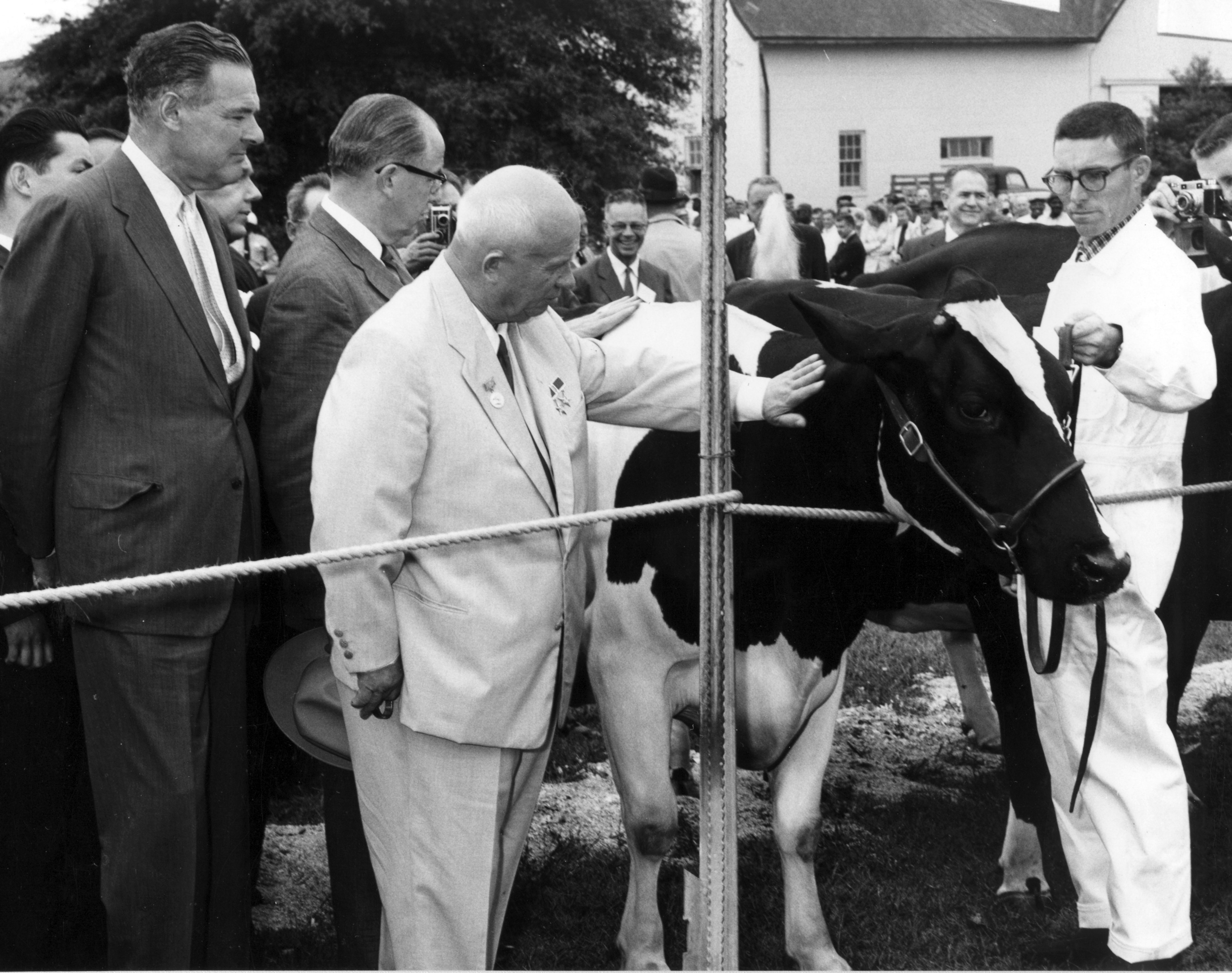
Hrușciov cu secretarul pentru agricultură en și cu ambasadorul american la ONU en în timpul vizitei din 16 septembrie 1959 la centrul en

Hrușciov a căutat o soluție pe termen lung la problema Germaniei divizate și la cea a enclavei Berlinul Occidental aflat în adâncul teritoriului est-german. În noiembrie 1958, denumind Berlinul Occidental o „tumoare malignă”, el a dat Statelor Unite, Regatului Unit și Franței un termen de șase luni să încheie un tratat de pace cu ambele state germane și cu Uniunea Sovietică. Dacă unul din tratate nu ar fi fost semnat, spune Hrușciov, Uniunea Sovietică va încheia tratat de pace cu Germania de Est. Aceasta ar fi însemnat că Germania de Est, care nu era parte a tratatelor prin care puterile occidentale aveau acces la Berlin, ar fi căpătat controlul asupra rutelor către oraș. Acest ultimatum a produs disensiuni între aliații occidentali, care nu erau dornici să declanșeze un război din acest motiv. Hrușciov însă a prelungit în mod repetat termenul limită.
Hrușciov a încercat să elimine multe arme convenționale și să apere Uniunea Sovietică cu rachete. El credea că dacă nu se face această schimbare, uriașa armată sovietică va continua să consume resurse, complicând scopul lui Hrușciov de a îmbunătăți calitatea vieții sovieticilor. În 1955, Hrușciov a abandonat planurile lui Stalin de a crea o marină mare, crezând că noile vase vor fi prea vulnerabile față de atacuri nucleare sau convenționale. În ianuarie 1960, Hrușciov a profitat de ameliorarea relațiilor cu SUA pentru a comanda reducerea cu o treime a dimensiunii forțelor armate sovietice, afirmând că armele mai avansate vor compensa pierderile de efective. Deși serviciul militar rămânea obligatoriu pentru tinerii sovietici, scutirile de serviciu militar au devenit din ce în ce mai frecvente, mai ales pentru studenți.
Sovieticii aveau puține rachete balistice intercontinentale (RBIC); totuși, Hrușciov se lăuda în public cu programul de rachete sovietic, afirmând că armele sovieticilor sunt diverse și numeroase. Secretarul general spera că ideea că sovieticii sunt mai avansați va avea ca efect o presiune psihologică asupra Occidentului și că astfel va o obține mai multe concesiuni politice. Programul spațial sovietic, pe care Hrușciov l-a susținut cu fermitate, părea să-i confirme afirmațiile când URSS a lansat pe orbită satelitul Sputnik 1, lansare pe care mulți occidentali, inclusiv vicepreședintele american Richard Nixon o considerau o farsă. Când a devenit clar că lansarea este reală, și că Sputnik 1 este pe orbită, guvernele occidentale au concluzionat că programul sovietic de RBIC este mai avansat decât în realitate. Hrușciov a încurajat această imagine greșită afirmând într-un interviu din octombrie 1957 că URSS are toate rachetele, de orice capacitate, de care avea nevoie. Ani de zile, Hrușciov a obișnuit să efectueze o lansare de rachetă înainte fiecărei importante deplasări în străinătate, spre inconfortul gazdelor sale. Statele Unite au aflat de starea primitivă a programului sovietic de rachete din survoluri efectuate la sfârșitul anilor 1950, dar numai înalții oficiali americani știau de truc. În ianuarie 1960, Hrușciov a declarat prezidiului CC că rachetele sovietice au făcut posibil acordul cu SUA deoarece „americanii de rând au început să tremure de frică pentru prima oară în viețile lor”. Această diferență percepută între numărul rachetelor⁠(en)[traduceți] a dus la considerabile investiții în apărare din partea Statelor Unite.
În 1959, în timpul vizitei lui Nixon în URSS, Hrușciov a luat parte la ceea ce a devenit cunoscut sub numele de „dezbaterea din bucătărie⁠(en)[traduceți], în care Nixon și Hrușciov au avut o aprinsă discuție în contradictoriu într-o bucătărie-model de la Expoziția Națională Americană⁠(en)[traduceți] din Moscova, fiecare apărând sistemul economic al țării sale. Hrușciov a fost invitat să viziteze Statele Unite, și a făcut-o în luna septembrie, petrecând acolo treisprezece zile. Hrușciov a sosit la Washington, DC în prima sa vizită în SUA la 15 septembrie 1959. Prima vizită a unui premier sovietic în SUA a avut ca efect un spectacol media prelungit. Hrușciov a venit cu soția sa, Nina Petrovna, și cu copiii săi adulți, deși nu era obișnuit ca oficialii sovietici să călătorească cu familiile. Premierul a vizitat New York City, Los Angeles, San Francisco (unde a fost într-un supermarket), statul Iowa (unde a vizitat ferma lui Roswell Garst⁠(en)[traduceți]), Pittsburgh, și Washington, încheind cu o întâlnire cu președintele american President Eisenhower la Camp David. Hrușciov trebuia să viziteze și Disneyland, dar vizita a fost contramandată din motive de securitate, spre nemulțumirea sa. A vizitat-o însă pe Eleanor Roosevelt la casa ei din Hyde Park, New York. În vizită la o fabrică IBM din California, Hrușciov și-a exprimat dezinteresul față de calculatoare, dar a admirat mult cantina cu autoservire și, la întoarcere, a introdus autoservirea și în Uniunea Sovietică.
Vizita în SUA a lui Hrușciov a avut ca rezultat un acord neoficial cu președintele american Dwight Eisenhower să nu mai existe niciun termen-limită ferm pentru Berlin, ci să se țină o întâlnire la vârf între cele patru puteri în care să se încerce rezolvare problemei, iar premierul a părăsit SUA în bună înțelegere. Hrușciov a revenit acasă convins că reușise să clădească o relație personală puternică cu Eisenhower (care de fapt nu a fost deloc impresionat de liderul sovietic) și că poate să realizeze o destindere a relațiilor cu americanii. A insistat pentru organizarea imediată a summitului, dar președintele francez Charles de Gaulle l-a amânat până în 1960, an în care Eisenhower urma să efectueze și el o vizită în URSS.

##### Criza U-2 și a Berlinului (1960–1961)

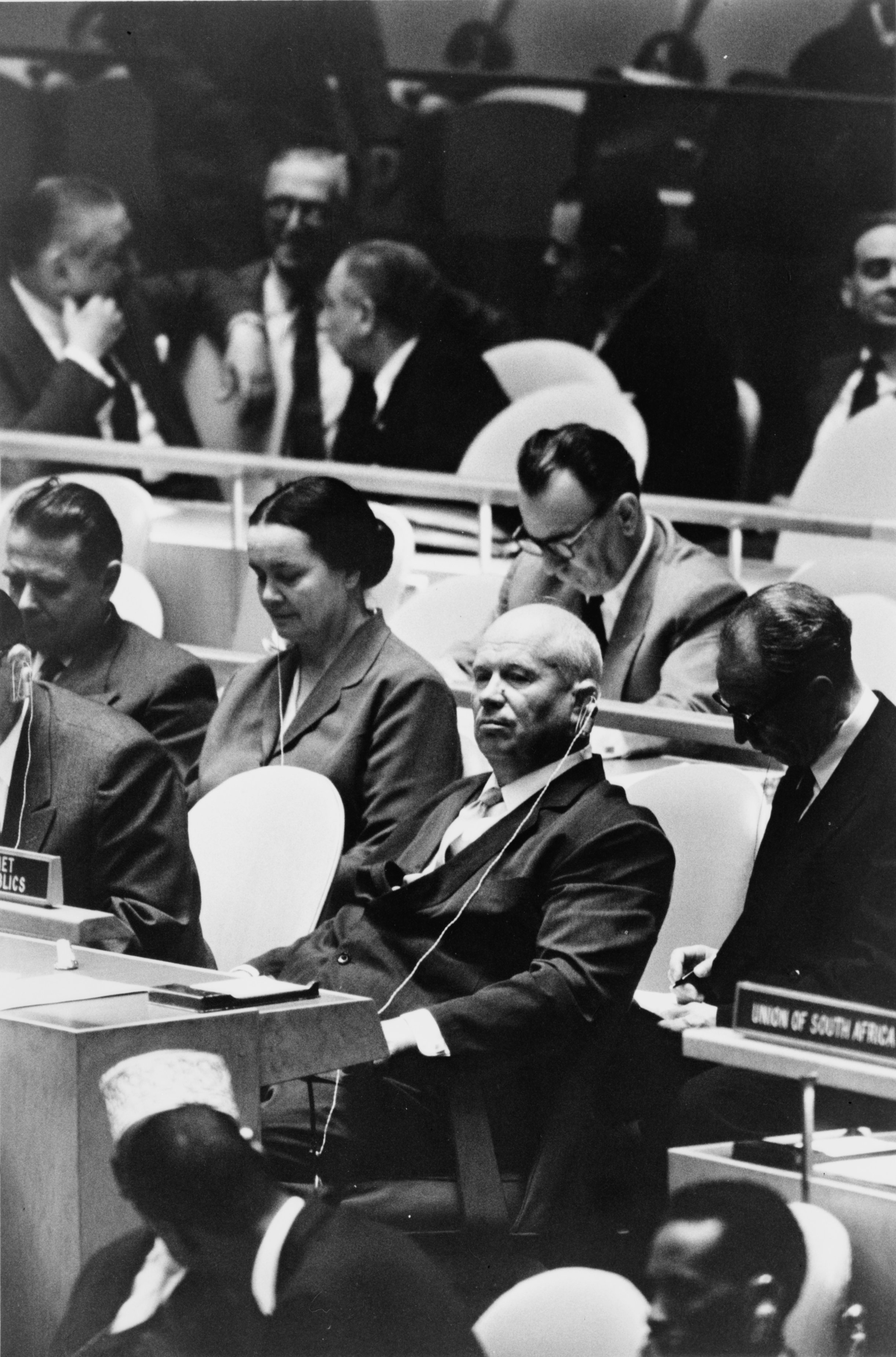
Nikita Hrușciov la Națiunile Unite, septembrie 1960

Un motiv constant de deteriorare a relațiilor sovieto-americane îl constituia survolul teritoriului sovietic de către avioanele-spion americane U-2. La 9 aprilie 1960, Statele Unite au reluat aceste survoluri după o lungă pauză. Sovieticii protestaseră din cauza lor și în trecut, dar Washingtonul îi ignorase. Mulțumit de ceea ce el considera o puternică relație personală cu Eisenhower, Hrușciov a fost uimit și s-a enervat după reluarea zborurilor, și a concluzionat că ele ar fi fost ordonate de șeful CIA Allen Dulles fără știrea președintelui american. La 1 mai, un avion U-2 a fost doborât; pilotul, Francis Gary Powers a fost prins în viață. Crezând că Powers a fost ucis, SUA au anunțat că a pierdut un avion meteorologic lângă frontiera turco-sovietică. Hrușciov risca stricarea summitului, care urma să înceapă la 16 mai la Paris, dacă anunța doborârea, dar avea să pară slab în ochii armatei și forțelor de securitate dacă nu făcea nimic. În cele din urmă, la 5 mai, Hrușciov a anunțat doborârea și capturarea lui Powers, punând survolul pe seama „cercurilor imperialiste și militariste care-și au fortăreața la Pentagon”, și sugerând că avionul fusese trimis fără știrea lui Eisenhower. Eisenhower nu putea să lase să se creadă că există elemente de la Pentagon care acționează fără știrea sa, și a recunoscut că el ordonase zborurile, spunând că sunt «o necesitate dezagreabilă”. Aceasta l-a uimit pe Hrușciov, și a transformat afacerea U-2 dintr-un posibil triumf într-un dezastru perntru el, și a cerut chiar ajutorul ambasadorului american Llewellyn Thompson⁠(en)[traduceți].
Hrușciov nu era hotărât ce să facă la summit nici măcar când era în zbor spre Paris. În cele din urmă, în urma consultărilor cu consilierii săi din avion și cu membrii prezidiului de la Moscova, s-a hotărât să pretindă scuze din partea lui Eisenhower, precum și promisiunea că nu se vor mai efectua zboruri U-2 în spațiul aerian sovietic. Nici Eisenhower și nici Hrușciov nu au comunicat unul cu altul în zilele dinaintea summitului, la care Hrușciov și-a anunțat cererile și la care a nunțat și că summitul nu are rost și că trebuie amânat pentru șase până la opt luni, adică până după alegerile prezidențiale din 1960. Președintele american nu și-a cerut scuze, dar a afirmat că zborurile sunt suspendate și nu vor mai fi reluate, reiterându-și propunerea lui pentru Cerul Deschis⁠(en)[traduceți] prin care urma să se permită liber survol reciproc. Nu era suficient pentru Hrușciov, care a părăsit summitul. Eisenhower l-a acuzat pe Hrușciov „de sabotarea acestei întâlniri, în care atât de multă lume și-a pus speranțele”. Vizita lui Eisenhower în Uniunea Sovietică, pentru care premierul construise chiar și un teren de golf pentru ca președintele american să practice sportul său preferat, a fost anulată de Hrușciov.
Hrușciov a făcut a doua și ultima sa vizită în SUA în septembrie 1960. Nu avea invitație, dar se numise singur șef al delegației URSS la ONU. A petrecut mare parte din acest timp încercând să atragă de partea sa cât mai multe din statele din lumea a treia recent devenite independente. Guvernul american nu l-a lăsat să părăsească insula Manhattan, cu vizite la o proprietate a guvernului sovietic aflată în Long Island. Celebrul incident al lovirii cu pantoful în masă a avut loc în timpul unei dezbateri din ziua de 12 octombrie, din cauza unei rezoluții sovietice prin care se deplângea colonialismul. Înfuriat de o declarație a delegatului filipinez Lorenzo Sumulong⁠(en)[traduceți], care i-a acuzat pe sovietici de dublu standard pentru că deplâng colonialismul în timp ce domină Europa de Est, Hrușciov a cerut să răspundă imediat, acuzându-l pe Sumulong că este „un lacheu lingușitor al imperialiștilor americani”. Sumulong și-a reluat discursul și i-a acuzat pe sovietici de ipocrizie. Hrușciov și-a scos pantoful și a început să lovească cu el în masa de lucru. Acest comportament al lui Hrușciov a scandalizat propria delegație.

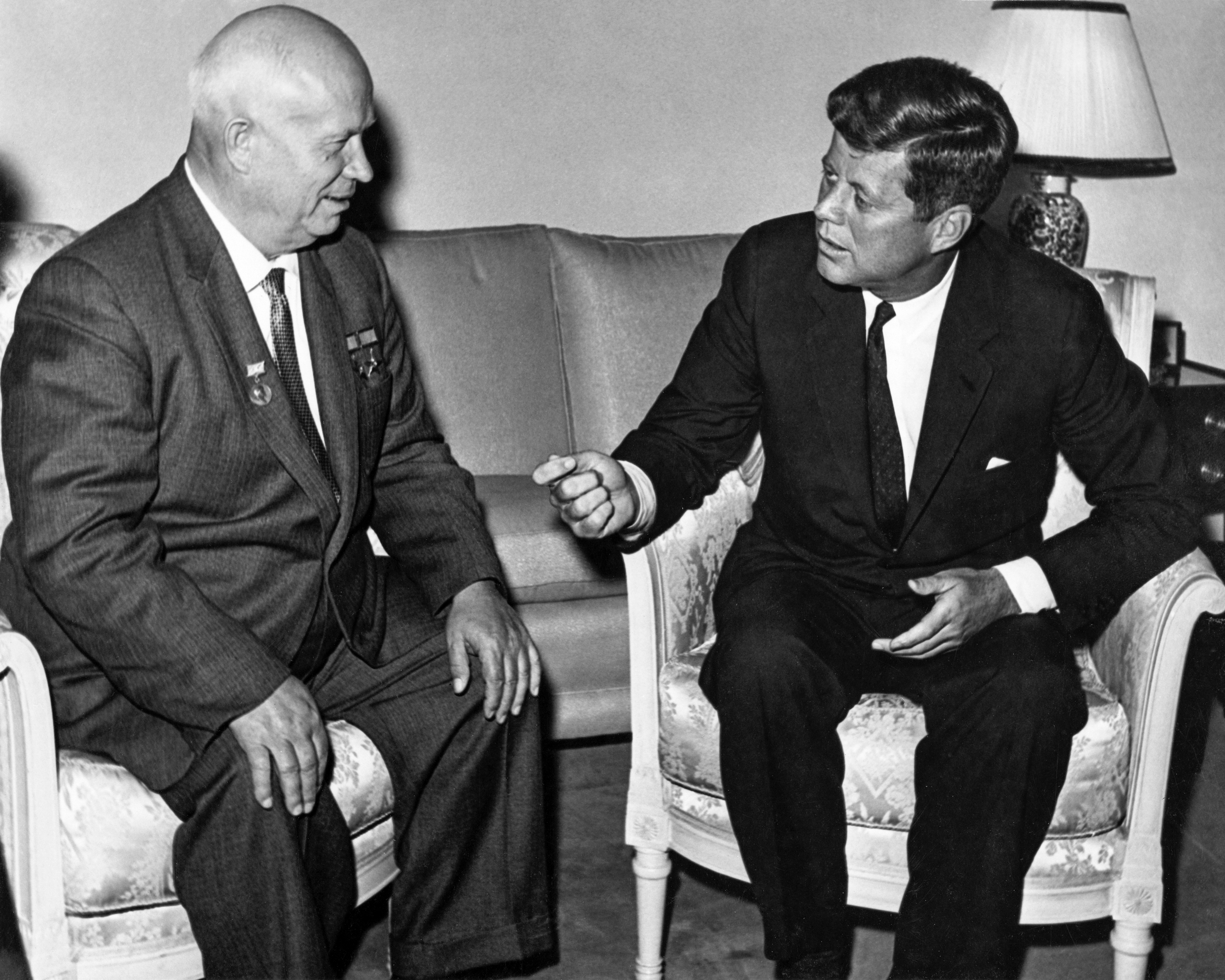
Nikita Hrușciov și John F. Kennedy, Viena, iunie 1961

Hrușciov îl considera pe vicepreședintele american Nixon un extremist, și s-a bucurat de înfrângerea lui în alegerile prezidențiale din 1960. Pe învingător, senatorul de Massachusetts John F. Kennedy, îl considera un partener mult mai probabil pentru o destindere, dar a fost dezamăgit de discursul dur al noului președinte și de acțiunile acestuia din primele ale administrației. Hrușciov a obținut o victorie de propagandă în aprilie 1961 cu primul zbor spațial uman, iar Kennedy a suferit o înfrângere odată cu eșecul invaziei din Golful Porcilor. Deși amenințase că va apăra Cuba cu rachete sovietice, Hrușciov se mulțumise cu remarci agresive post-factum. Eșecul din Cuba l-a determinat pe Kennedy să nu admită nicio concesie la Summitul de la Viena⁠(en)[traduceți] planificat pentru 3 iunie 1961. Atât Kennedy cât și Hrușciov au adoptat o linie mai dură, Hrușciov cerând un tratat prin care să fie recunoscute cele două state germane și refuzând să cedeze pe restul aspectelor ce mai stăteau în calea unui tratat de interzicere a testelor nucleare. Pe de altă parte, Kennedy fusese făcut să creadă că tratatul de interzicere a testelor nucleare poate fi agreat la summit, și considera că o înțelegere pe tema Berlinului trebuie să aștepte reducerea tensiunilor est–vest. Kennedy a descris negocierea cu Hrușciov fratelui său Robert ca „și cum ai negocia cu tata⁠(en)[traduceți]. Doar să dai și să nu primești nimic”.

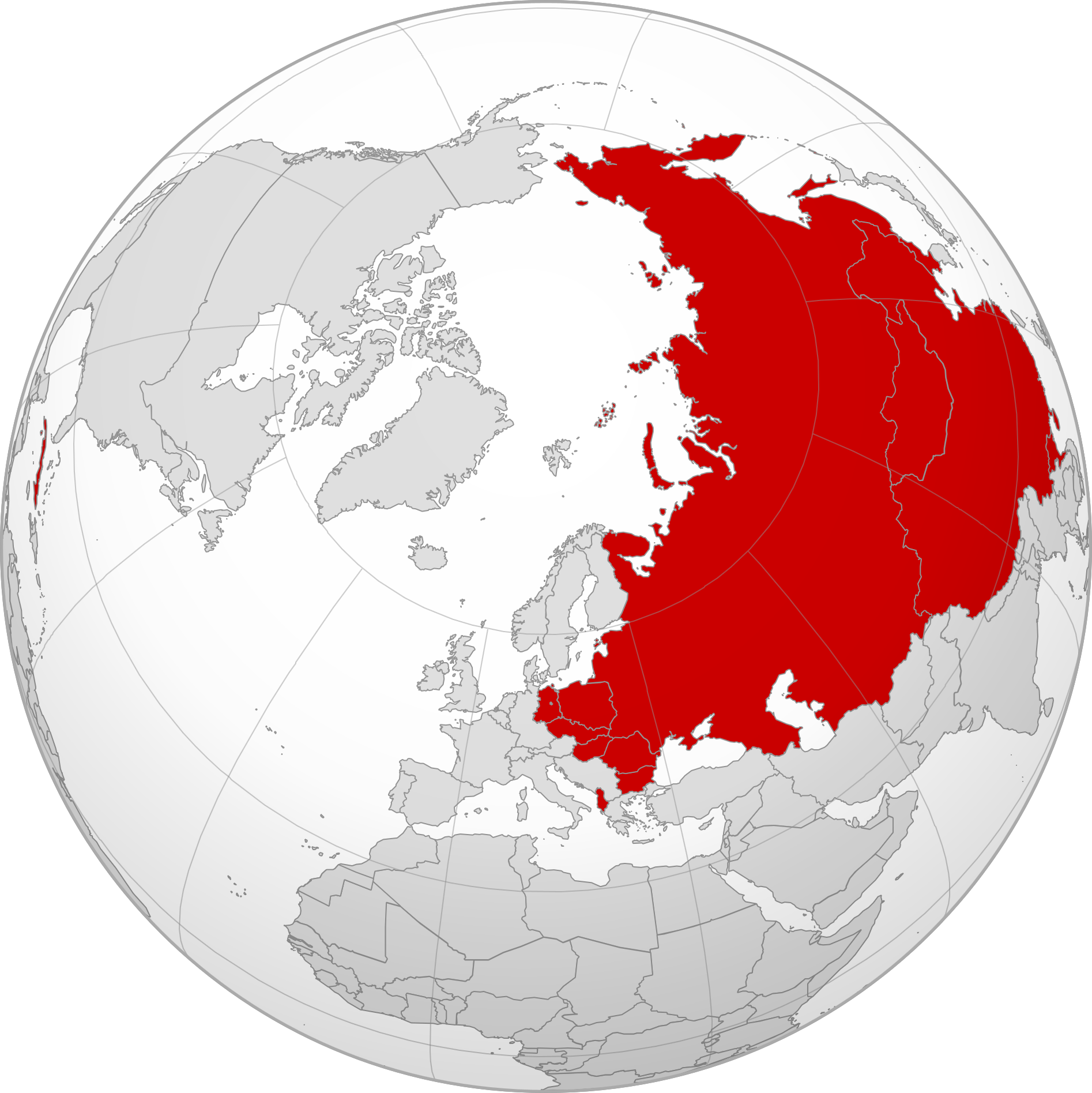
Întinderea teritorială maximă a țărilor din sfera de influență sovietică, după Revoluția Cubaneză din 1959 și înainte de ruptura sino-sovietică din 1961

O amânare pe termen nelimitat a acțiunilor privind Berlinul nu era acceptabilă pentru Hrușciov dacă nu din alt motiv, atunci pentru că Germania de Est suferea o constantă pierdere de resurse umane, pe măsură ce est-germanii cu educație superioară se refugiau constant în vest prin Berlin. Deși granița dintre cele două țări germane⁠(en)[traduceți] fusese fortificată în alte zone, Berlinul, administrat de cele patru puteri aliate, rămânea deschis. Încurajat de afirmațiile fostului ambasador american la Moscova Charles E. Bohlen⁠(en)[traduceți] și ale președintelui comisiei Senatului SUA pentru relații externe J. William Fulbright⁠(en)[traduceți] că Germania de Est are toate drepturile să-și închidă granițele, afirmații nedezavuate de administrația Kennedy, Hrușciov l-a autorizat pe liderul est-german Walter Ulbricht să înceapă construcția a ceea ce avea să devină cunoscut sub numele de „Zidul Berlinului”, care avea să înconjoare Berlinul Occidental. Pregătirile de construcție au fost efectuate în cel mai mare secret, iar granița a fost închisă la primele ore ale zilei de duminică, 13 august 1961, când majoritatea muncitorilor est-germani care câștigau valută forte muncind în Berlinul Occidental erau la casele lor. Zidul a fost un dezastru propagandistic, și a pus capăt tentativelor lui Hrușciov de a încheia un tratat de pace între cele patru puteri și cele două țări germane. Acel tratat nu avea să fie semnat decât în septembrie 1990, ca preludiu al reunificării germane.

##### Relațiile diplomatice cu Cuba
Relațiile diplomatice între Uniunea Sovietică și Cuba au fost reluate oficial în mai 1960. Alexandr Alexeev⁠(en)[traduceți] a fost numit ambasador al URSS în Cuba după doi ani, în mai 1962.

##### Criza cubaneză și tratatul de interzicere a testelor nucleare (1962–1964)
Tensiunile între superputeri au culminat cu criza rachetelor cubaneze (denumită de sovietici „criza caraibiană”) din octombrie 1962, după ce Uniunea Sovietică a încercat să instaleze rachete nucleare cu rază medie de acțiune în Cuba, la circa 140 km de coasta SUA. Președintele cubanez Fidel Castro se ferea să accepte rachetele și, după ce s-a lăsat convins, l-a avertizat pe Hrușciov să nu transporte rachetele în secret. Castro a afirmat, după treizeci de ani: „aveam un drept suveran să acceptăm rachetele. Nu încălcam legislația internațională. De ce să o facem în secret — de parcă n-am avea dreptul? L-am avertizat pe Nikita că secretul le va da imperialiștilor avantajul.”

La 16 octombrie, Kennedy a fost informat că zborurile U-2 peste Cuba descoperiseră ceea ce păreau a fi facilități de lansare de rachete cu rază medie de acțiune, și deși el și consilierii săi s-au gândit să-l abordeze pe Hrușciov pe canale diplomatice, nu au găsit o cale de a face acest lucru fără a lăsa o impresie de slăbiciune. La 22 octombrie, Kennedy s-a adresat națiunii la televiziune, dezvăluind prezența rachetelor și anunțând o blocadă a Cubei. Informat în avans de acest discurs (dar numai cu o oră înainte), Hrușciov și consilierii săi s-au temut de o invazie a Cubei. Chiar înainte de discursul lui Kennedy, ei au ordonat comandanților sovietici din Cuba să folosească împotriva unui atac toate armele pe care le aveau la dispoziție — cu excepția celor atomice.

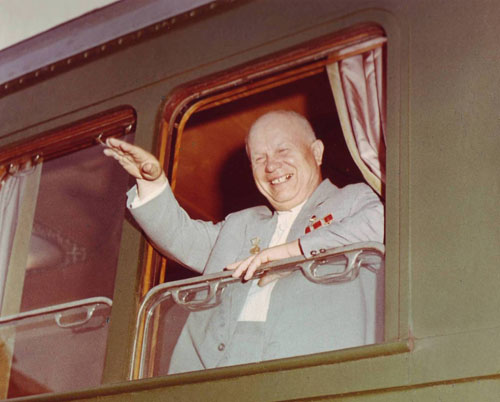
Nikita Hrușciov în vizită la Livezeni, 1962.

Pe măsură ce criza înainta, tensiunile în SUA escaladau; nu însă și în Uniunea Sovietică, unde Hrușciov a avut câteva apariții publice, după care s-a dus la Teatrul Balșoi să-l asculte pe cântărețul american de operă Jerome Hines⁠(en)[traduceți], care cânta la Moscova. Până la 25 octombrie, timp în care sovieticii nu erau siguri de intențiile lui Kennedy, Hrușciov a hotărât ca rachetele să fie retrase din Cuba. După două zile, i-a oferit lui Kennedy condițiile pentru retragere. Hrușciov a acceptat să-și retragă rachetele în schimbul angajamentului american că nu va invada Cuba și că va retrage rachetele din Turcia, din apropierea URSS. La cererea SUA, termenii nu au fost făcuți publici, și nu au fost cunoscuți decât cu puțin timp înainte de moartea lui Hrușciov în 1971, iar rezoluția a fost considerată o mare înfrângere pentru sovietici, contribuind la căderea lui Hrușciov după doi ani. Castro îi ceruse lui Hrușciov să lanseze un atac nuclear preventiv împotriva SUA în cazul oricărei invazii a Cubei, iar rezultatul l-a deranjat, și față de Hrușciov a avut numai cuvinte grele; Hrușciov l-a invitat la Moscova ulterior, și a reușit să restaureze bunele relații.
După criză, relațiile între superputeri s-au ameliorat, Kennedy ținând un discurs conciliant la Universitatea Americană⁠(en)[traduceți] la 10 iunie 1963, recunoscând suferințele poporului sovietic în al Doilea Război Mondial, și lăudându-le realizările. Hrușciov a spus despre discurs că este cel mai bun al unui președinte american de la Franklin Roosevelt și, în iulie, a negociat un tratat de interzicere a testelor nucleare⁠(en)[traduceți] cu negociatorul american Averell Harriman⁠(en)[traduceți] și cu Lord Hailsham⁠(en)[traduceți] din Regatul Unit. Planurile pentru un al doilea summit Hrușciov-Kennedy au fost anulate din cauza asasinatului din noiembrie 1963. Noul președinte american, Lyndon Johnson, spera să continue îmbunătățirea relațiilor, dar atenția lui a fost captată de alte probleme și nu a mai avut ocazia să dezvolte o relație cu Hrușciov înainte ca premierul sovietic să fie înlăturat din funcție.

#### Europa de Est

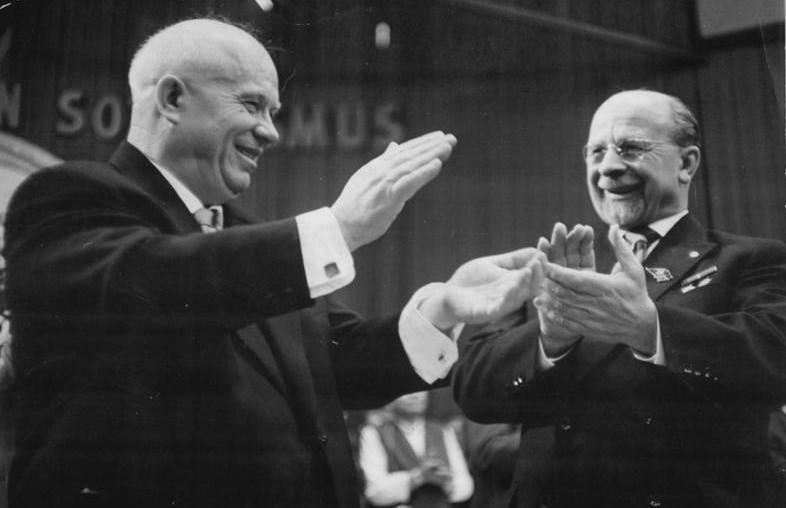
Hrușciov (stânga) cu liderul est-german Walter Ulbricht, 1963

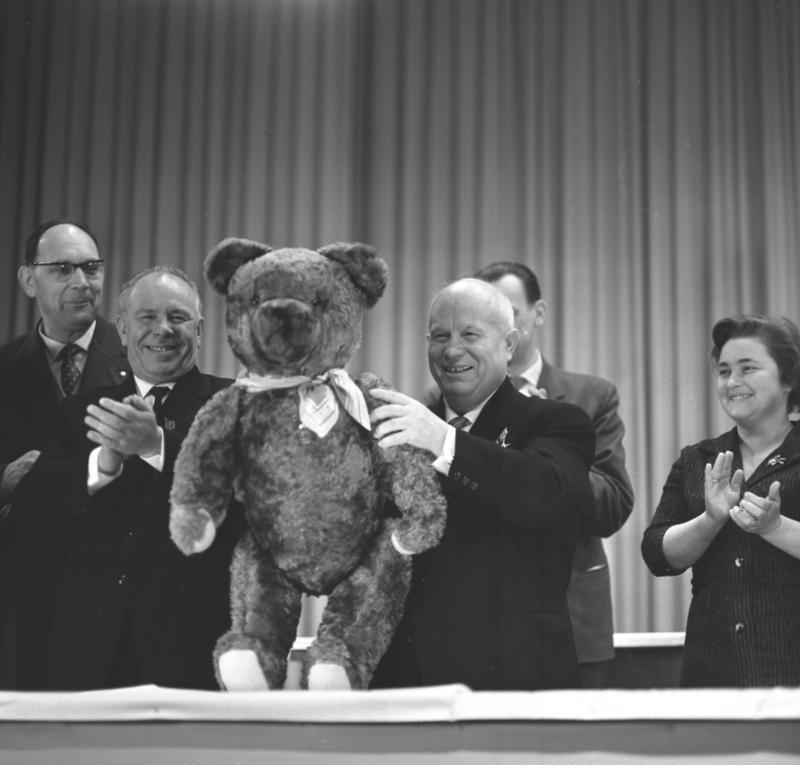
Hrușciov (dreapta) într-o vizită în Germania de Est cu en (stânga)

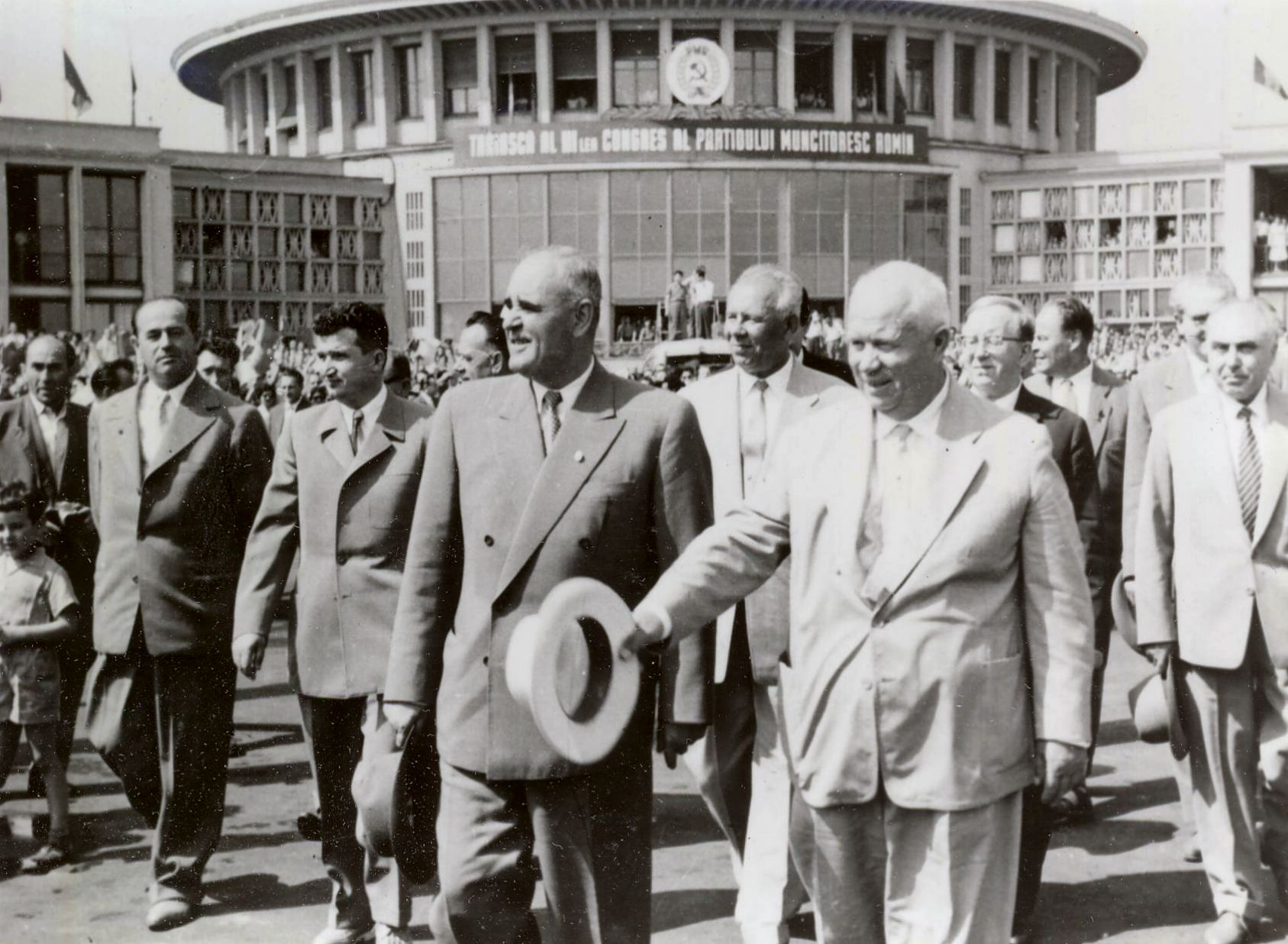
Gheorghe Gheorghiu-Dej și Hrușciov pe Aeroportul Băneasa din București în iunie 1960, cu ocazia congresului al VII-lea al PMR, folosit ca ocazie de declarații în contradictoriu cu China. Nicolae Ceaușescu poate fi văzut în dreapta lui Gheorghiu-Dej.

Discursul Secret, combinat cu moartea liderului comunist polonez Boleslaw Bierut, care a suferit un infarct în timp ce citea discursul, a declanșat ample liberalizări în Polonia și în Ungaria. În Polonia, o grevă a muncitorilor din Poznań au degenerat în agitații mai mari soldate cu peste 50 de morți în octombrie 1956. Când Moscova a pus revolta pe seama unor presupuși agitatori occidentali, liderii polonezi au ignorat acuzațiile și au făcut concesii muncitorilor. Cum atitudinile antisovietice deveniseră din ce în ce mai frecvente în Polonia, și cum se apropiau alegerile pentru conducerea poloneză, Hrușciov și alți membri ai prezidiului s-au deplasat la Varșovia. Deși sovieticilor li s-a refuzat accesul în plenul Comitetului Central polonez în care se țineau alegerile, ei au avut întâlniri cu prezidiul polonez. Sovieticii au acceptat să permită noii conduceri poloneze să preia funcțiile, primind în schimb asigurări că nu vor fi schimbări în relațiile sovieto-polone.
Înțelegerea cu Polonia i-a încurajat pe maghiari, care au hotărât că Moscova poate fi sfidată. O demonstrație de masă ținută în Budapesta la 23 octombrie s-a transformat într-o revoluție populară. Ca răspuns, liderii Partidului Comunist Maghiar l-au adus la putere pe premierul Imre Nagy. Forțele sovietice care ocupau orașul încă de la al Doilea Război Mondial s-au ciocnit cu maghiarii și chiar au tras în demonstranți, murind sute de maghiari, dar și soldați sovietici. Nagy a cerut încetarea focului și retragerea trupelor sovietice, cerere acceptată de o majoritate a Prezidiului sovietic, în frunte cu Hrușciov, care au ales să dea o șansă noului guvern maghiar. Hrușciov a presupus că dacă Moscova anunță liberalizarea în relațiile cu aliații săi, atunci Nagy va adera de bună voie la alianța cu Uniunea Sovietică. La 30 octombrie însă, Nagy a anunțat alegeri cu mai multe partide, și a doua zi dimineața că Ungaria se retrage din Pactul de la Varșovia. La 3 noiembrie, doi membri ai guvernului Nagy au apărut în Ucraina ca lideri autoproclamați ai unui guvern provizoriu și au cerut sovieticilor să intervină, ceea ce ei au și făcut. A doua zi, trupele sovietice au înăbușit revoluția maghiară, represiune soldată cu moartea a 4.000 de maghiari și a câtorva sute de soldați sovietici. Nagy a fost arestat și ulterior executat. În ciuda scandalizării opiniei publice internaționale din cauza intervenției, Hrușciov și-a apărat acțiunile tot restul vieții. Relațiile externe sovietice au avut mult de suferit și ar fi avut și mai mult de suferit dacă nu ar fi apărut la timp criza Suezului, care a distras atenția lumii.
După aceste crize internaționale, Hrușciov a făcut celebra sa afirmație „vă vom îngropa” (în rusă Мы вас похороним!, transliterat: Mî vas pohoronim!). Deși mulți occidentali au luat această afirmație ca o amenințare explicită, Hrușciov a făcut-o în contextul unui discurs pe tema coexistenței pașnice cu Occidentul. Când a fost întrebat despre această afirmație în timpul vizitei în SUA din 1959, Hrușciov a afirmat că nu se referă la o îngropare propriu-zisă, ci voia să spună că, printr-o inexorabilă evoluție istorică, comunismul va înlocui capitalismul și că îl va „îngropa”.
Hrușciov a îmbunătățit mult relațiile cu Iugoslavia, care se răciseră total în 1948 când Stalin a înțeles că nu-l poate controla pe liderul iugoslav Josip Broz Tito. Hrușciov a condus o delegație sovietică la Belgrad în 1955. Deși Tito, încă ostil, a făcut tot ce a putut pentru a-i face pe sovietici să cadă drept proști (inclusiv făcându-i să se îmbete în public), Hrușciov a reușit să reia relațiile, punând capăt perioadei Informbiro⁠(en)[traduceți] în relațiile sovieto-iugoslave. În timpul crizei din Ungaria, Tito l-a susținut la început pe Nagy, dar Hrușciov l-a convins de necesitatea intervenției. Totuși, intervenția din Ungaria a făcut rău relațiilor Moscovei cu Belgradul, pe care Hrușciov a încercat timp de mai mulți ani să le repare. Îl încurca faptul că China dezaproba viziunea liberală a Iugoslaviei în ce privește comunismul, iar încercările de a concilia Belgradul înfuriau Beijingul.

#### China

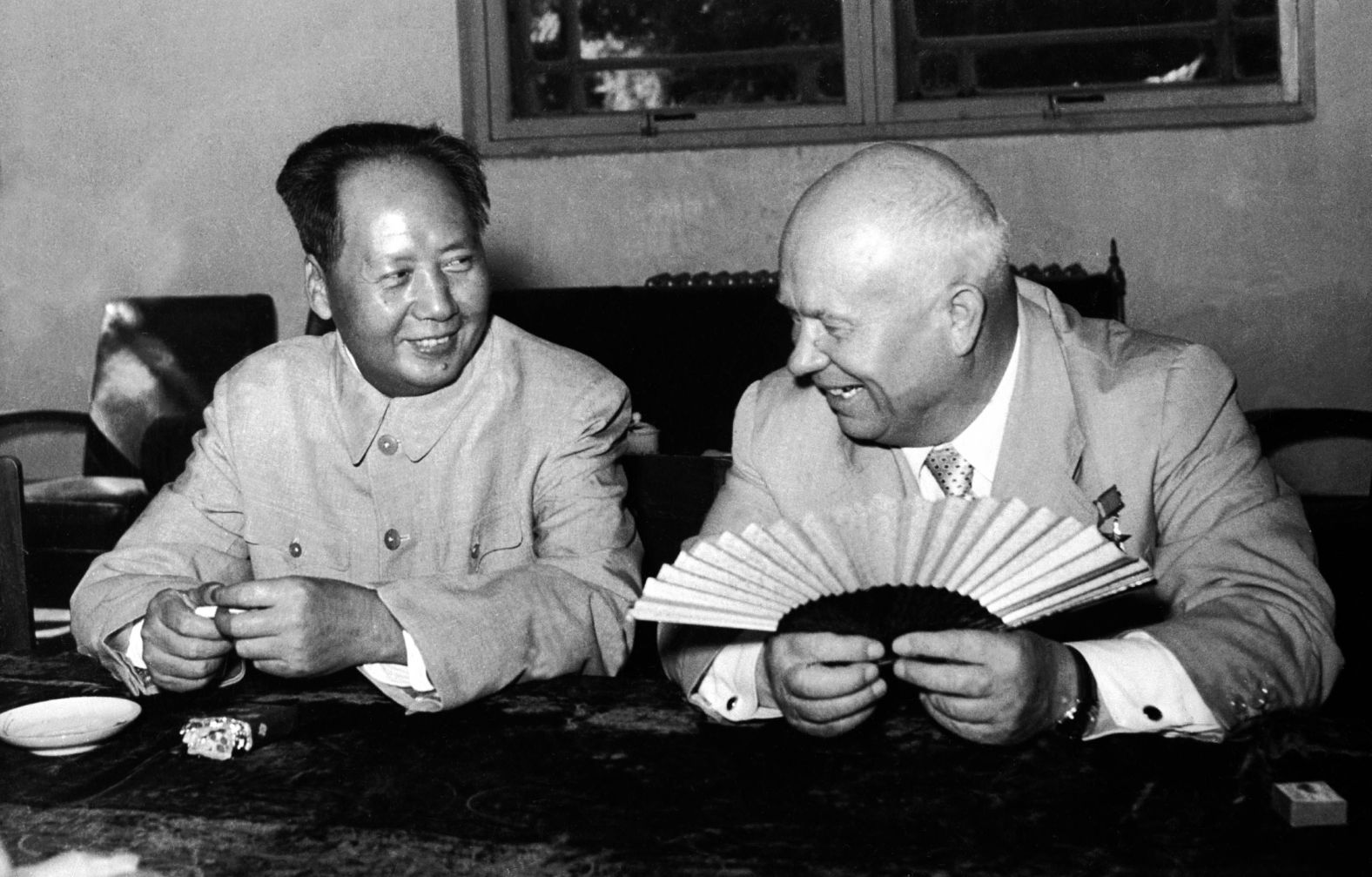
Hrușciov cu Mao, 1958

După ce a dus la bun sfârșit preluarea controlului asupra Chinei continentale în 1949, Mao Zedong a cerut Uniunii Sovietice ajutor material, precum și retrocedarea teritoriilor care îi fuseseră răpite de Rusia Țaristă. După ce a preluat comanda URSS, Hrușciov a mărit ajutorul acordat Chinei, trimițând și un mic corp de experți care să ajute la dezvoltarea noului stat comunist. Această asistență a fost descrisă de istoricul William Kirby ca fiind „cel mai mare transfer de tehnologie din istoria lumii”. Uniunea Sovietică a cheltuit 7% din venitul național între 1954 și 1959 pe ajutoare pentru China. În vizita efectuată în China în 1954, Hrușciov a acceptat să retrocedeze Port Arthur⁠(en)[traduceți] și Dalian, deși l-a deranjat insistența lui Mao ca sovieticii să-și lase artileria în urmă.
Mao s-a opus ferm tentativelor lui Hrușciov de a ajunge la o reconciliere cu statele est-europene mai liberale, cum era Iugoslavia. Guvernul lui Hrușciov se ferea, la rândul său, să susțină dorințele lui Mao pentru o mișcare revoluționară mondială fermă, întrucât prefera să învingă capitalismul prin creșterea nivelului de trai în țările blocului comunist.
Relațiile dintre cele două țări au început să se răcească în 1956, când Mao s-a supărat din cauza Discursului Secret, dar și din cauza faptului că chinezii nu au fost consultați în avans pe tema lui. Mao credea că destalinizarea este o greșeală și o posibilă amenințare la adresa autorității sale personale. Când Hrușciov a vizitat Beijingul în 1958, Mao a refuzat propunerile de cooperare militară. Sperând să torpileze eforturile lui Hrușciov de destindere a relațiilor cu SUA, Mao a provocat în curând a Doua Criză a Strâmtorii Taiwan⁠(en)[traduceți], descriind insulele taiwaneze pe care le-a bombardat ca „bagheta cu care Eisenhower și Hrușciov sunt ținuți într-un dans, balansându-se încoace și încolo. Nu vedeți ce minunate sunt?”
Sovieticii plănuiau să ofere Chinei o bombă atomică cu documentație completă, dar în 1959, în condițiile răcirii relațiilor, sovieticii au distrus dispozitivul și documentele. Când Hrușciov a efectuat în septembrie o vizită în China, la scurt timp după reușita sa vizită în SUA, a fost întâmpinat cu răceală, iar Hrușciov a părăsit țara în ziua a treia a vizitei ce trebuia să dureze șapte zile. Relatiile au continuat să se deterioreze în 1960, când atât URSS cât și China s-au folosit de Congresul al VII-lea al Partidului Muncitoresc Român drept ocazie de a lansa atacuri reciproce. După ce Hrușciov a atacat China în discursul său de la Congres, liderul chinez Peng Zhen l-a ironizat pe Hrușciov, afirmând că politica externă a premierului era aceea de a sufla cald și rece către Occident. Ca urmare, Hrușciov a retras experții sovietici din China.

## Înlăturarea de la putere
Începând cu luna martie 1964, șeful Sovietului Suprem, Leonid Brejnev, a început să discute cu colegii săi înlăturarea de la putere a lui Hrușciov. Deși Brejnev s-a gândit la început să-l aresteze pe Hrușciov la întoarcerea dintr-o vizită în Scandinavia efectuată în iunie, el s-a hotărât să petreacă un timp convingând membrii Comitetului Central să susțină înlăturarea de la putere a lui Hrușciov, amintindu-și cât de crucială a fost susținerea CC-ului atunci când Hrușciov a învins complotul Grupării Anti-Partid. Brejnev a beneficiat de mult timp pentru a-și pune în mișcare conspirația; Hrușciov a lipsit din Moscova în total cinci luni între ianuarie și septembrie 1964.

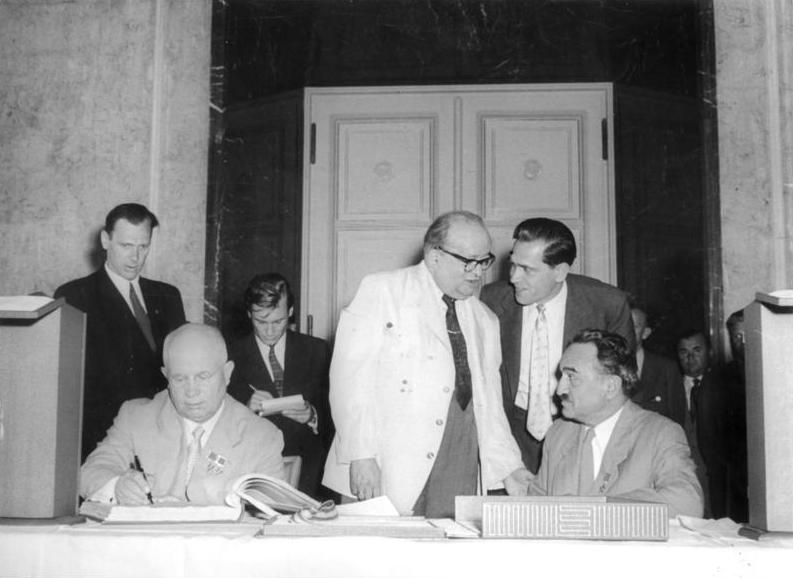
Nikita Hrușciov și Anastas Mikoian la Berlin

Conspiratorii, în frunte cu Brejnev, prim-vice-prim-ministrul Alexandr Șelepin⁠(ru)[traduceți], și președintele KGB Vladimir Semiceastnîi⁠(ru)[traduceți], au acționat în octombrie 1964, în timp ce Hrușciov se afla în vacanță la Pitsunda, în Abhazia⁠(en)[traduceți]. La 12 octombrie, Brejnev l-a sunat pe Hrușciov să-l anunțe că a doua zi va avea loc o ședință specială a Prezidiului, chipurile pe tema agriculturii. Deși Hrușciov a bănuit care este motivul real al întâlnirii, el s-a dus la Moscova, unde a fost atacat de Brejnev și de alți membri ai Prezidiului pentru eșecurile politicilor lui și pentru ceea ce colegii săi considerau a fi comportament instabil. Hrușciov nu a opus multă rezistență și în aceeași seară l-a contactat pe prietenul și colegul său din prezidiu Anastas Mikoian, și i-a spus:

Sunt bătrân și obosit. Să se descurce ei. Eu am făcut principalul. Putea cineva să viseze să-i spună lui Stalin că nu mai este potrivit funcției și să-i sugereze să se retragă? N-ar mai fi rămas nici măcar o pată umedă acolo unde stăteai dacă ziceai așa ceva. Acum totul este altfel. Frica s-a dus, și putem vorbi ca egali. Asta e contribuția mea. N-o să mă lupt cu ei.

La 14 octombrie 1964, Prezidiul și Comitetul Central au votat ambele pentru a accepta demisia „voluntară” a lui Hrușciov pe motive de „vârstă înaintată și sănătate precară”. Brejnev a fost ales prim secretar (ulterior secretar general), iar Alexei Kosîghin i-a urmat lui Hrușciov în funcția de premier.

## Viața la pensie
Hrușciov a primit o pensie de 500 de ruble pe lună, și a fost asigurat că va putea petrece tot restul vieții în casa lui, și că-și va putea păstra și dacea. După înlăturarea de la putere, Hrușciov a căzut într-o profundă depresie. Primea puțini vizitatori, mai ales pentru că paznicii săi țineau evidența vizitelor și le raportau venirile și plecările. În toamna lui 1965, el și soția sa au primit ordin să-și părăsească casa și dacea și să se mute într-un apartament și într-o dacea mai mică. Pensia i-a fost redusă la 400 de ruble pe lună, sumă care continua însă să-i asigure un trai confortabil după standardele sovietice. Depresia a continuat. Doctorul i-a prescris somnifere și tranchilizante, dar și cu ele, când unul dintre nepoții săi a fost întrebat ce face fostul premier la pensie, băiatul a răspuns: „bunicul plânge”. A fost înlăturat atât de insistent din viața publică, încât Marea Enciclopedie Sovietică de treizeci de volume i-a omis numele dintr-o listă a comisarilor politici importanți din timpul celui de al Doilea Război Mondial.
Cum noii conducători și-au făcut cunoscut conservatorismul în materie de arte, Hrușciov a căpătat o imagine mai favorabilă în rândul artiștilor și scriitorilor, dintre care unii i-au făcut vizite. Un vizitator pe care Hrușciov a regretat că nu l-a întâlnit a fost fostul vicepreședinte american Nixon, pe atunci în „anii din sălbăticie” dintre înfrângerea la alegerile din 1960 și revenirea în politică din 1966. Nixon a venit la apartamentul lui Hrușciov în timp ce fostul premier se afla la dacea sa.
Începând cu 1966, Hrușciov a început să-și înregistreze memoriile. El le dicta pe bandă de magnetofon și, după ce a încercat să înregistreze afară și nu a reușit din cauza zgomotelor de fundal, s-a întors înăuntru, știind că fiecare cuvânt va fi auzit de KGB. Agenția de securitate nu a încercat însă să se amestece până în 1968, când Hrușciov a primit ordin să predea benzile, ordin pe care a refuzat să-l îndeplinească. În timp ce Hrușciov era spitalizat pentru o boală cardiacă, fiul său Serghei a fost însă abordat de KGB, care i-a spus că există un complot al agenturilor străine pentru a-i fura memoriile. Întrucât deja făcuse copii și chiar trimisese un rând de copii unei edituri occidentale și cum KGB putea oricum să fure originalele, Serghei Hrușciov a predat materialele KGB-ului, dar a dat și instrucțiuni ca memoriile deja scoase din țară să fie publicate, ceea ce s-a și întâmplat în 1970 sub titlul Hrușciov își amintește. Pus sub presiune, Nikita Hrușciov a semnat o declarație cum că nu dăduse materialele niciunei edituri, iar fiul său a fost transferat la un loc de muncă mai puțin convenabil. După publicarea memoriilor sale în Occident, Izvestia le-a denunțat drept un fals. Când radioul sovietic de stat a anunțat declarația lui Hrușciov, era pentru prima oară în șase ani de zile când i se pronunța numele la radio.
În ultimele sale zile, Hrușciov și-a vizitat ginerele și fostul adjunct, Alexei Adjubei⁠(en)[traduceți], și i-a spus: „niciodată să nu regreți că ai trăit în vremuri furtunoase și că ai lucrat cu mine la Comitetul Central. Lumea își va aminti de noi!”
Hrușciov a murit de infarct într-un spital de lângă apartamentul său din Moscova la 11 septembrie 1971, și este înmormântat în Cimitirul Novodevici⁠(en)[traduceți] din Moscova, după ce i s-au refuzat funeralii naționale și înmormântarea în Zidul Kremlinului⁠(en)[traduceți]. De teama demonstrațiilor, autoritățile nu au anunțat moartea lui Hrușciov decât la ora înmormântării, și au înconjurat cimitirul cu soldați. Chiar și așa, unii artiști și scriitori s-au alăturat familiei la înmormântare.
Pravda a dat un anunț de o singură propoziție despre moartea fostului premier; ziarele occidentale au scris însă ample articole. Corespondentul veteran al ziarului New York Times la Moscova, Harry Schwartz, scria despre Hrușciov: „Dl. Hrușciov a deschis ușile și ferestrele unei structuri pietrificate. A lăsat să intre aer proaspăt și idei noi, producând schimbări pe care timpul deja le-a dovedit ireversibile și fundamentale”.

## Amintirea

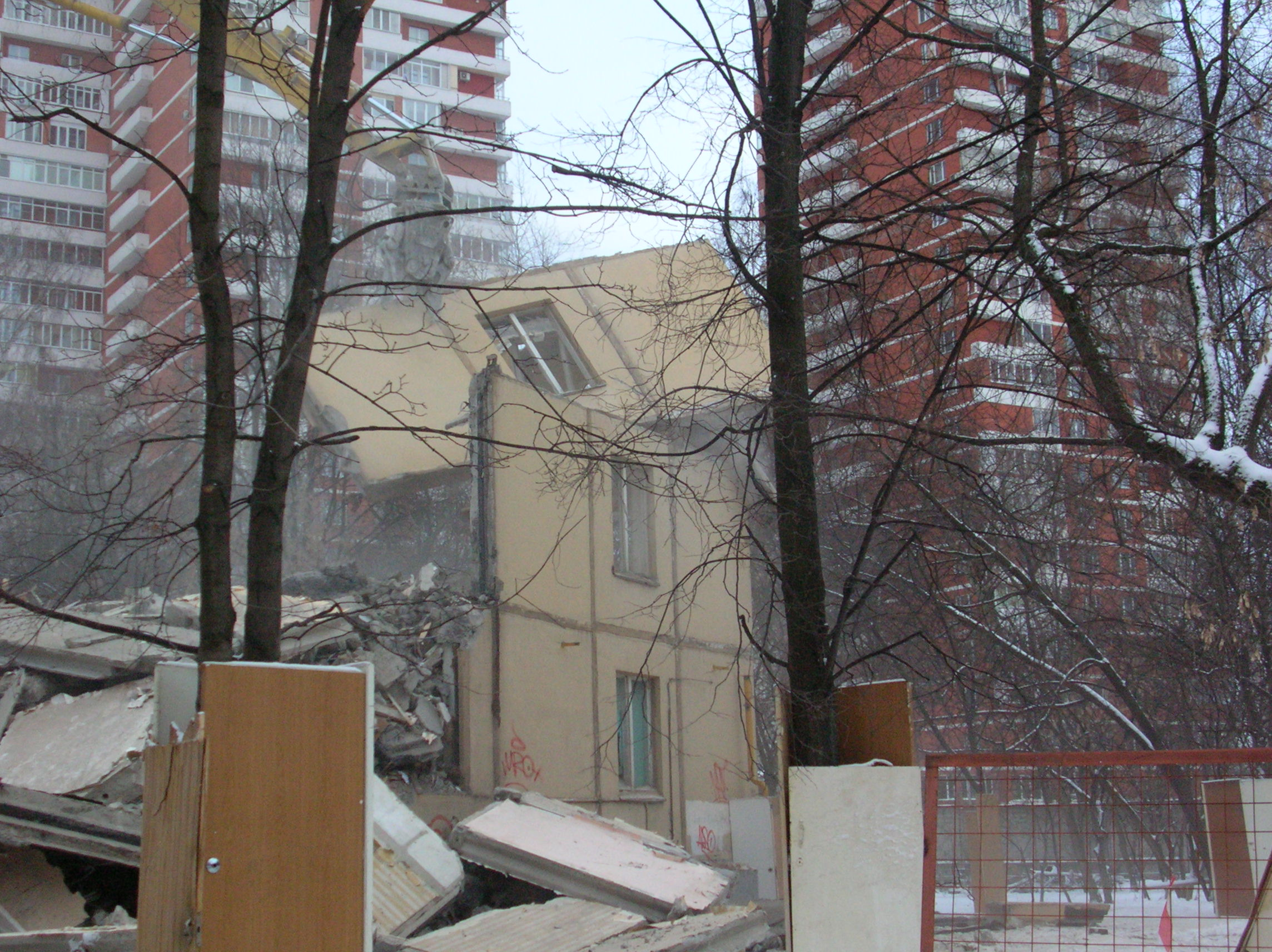
Demolarea unei en la Moscova, în 2008.

Multe dintre inovațiile lui Hrușciov au fost răsturnate după căderea sa. Obligația ca o treime din oficiali să fie înlocuiți la fiecare alegeri a fost anulată, și la fel a fost și împărțirea structurii Partidului între sectoarele industrial și agricol. S-a renunțat și la programul de educație vocațională și la cel de a trimite instituțiile agricole în zonele în care se practica agricultura studiată acolo. Noile instituții agricole și vocaționale au fost însă înființate începând de atunci în afara marilor orașe. Când s-au construit noi locuințe, mare parte au fost în blocuri mai înalte decât cele mici ale lui Hrușciov, care nu aveau balcoane și ascensoare.
Unele din proiectele agricole ale lui Hrușciov au fost și ele răsturnate cu ușurință. Porumbul a devenit atât de nepopular în 1965, încât suprafețele cultivate au scăzut la nivelul minim din perioada postbelică, chiar și colhozurile care înregistraseră succese cu el în Ucraina și în alte zone sudice ale URSS refuzând să mai cultive porumb. Lîsenko a pierdut puterea decizională. Stațiile Mașini-Tractoare au rămas însă închise, iar problemele de bază din agricultură, pe care Hrușciov încercase să le rezolve, au persistat. Deși nivelul de trai în URSS a crescut mult în cei zece ani de după căderea lui Hrușciov, mare parte din creștere s-a datorat progresului industrial; agricultura a continuat să rămână mult în urmă, ceea ce a dus la crize agricole și alimentare repetate, mai ales în 1972 și în 1975. Brejnev și succesorii săi au continuat precedentul lui Hrușciov de a achiziționa cereale din Occident pentru a evita penuriile și foametea. Nici Brejnev și nici colegii săi nu erau persoane cu popularitate, iar noul guvern s-a bazat pe puterea autoritară pentru a-și asigura continuarea. KGB și Armata Roșie au primit puteri crescute. Tendințele conservatoare ale guvernului aveau să ducă la înăbușirea „Primăverii de la Praga” din 1968.
Deși strategia lui Hrușciov a eșuat în îndeplinirea obiectivelor sale principale, Aleksandr Fursenko, care a scris o carte în care analiza politicile externă și militară ale lui Hrușciov, a afirmat că strategia sa a pus anumite constrângeri asupra Occidentului. Angajamentul Statelor Unite că nu vor invada Cuba a fost respectat. Refuzul lumii occidentale de a recunoaște Germania de Est s-a erodat treptat și, în 1975, Statele Unite și alte țări din NATO au semnat Acordurile de la Helsinki cu URSS și cu țările Pactului de la Varșovia, inclusiv cu Germania de Est, stabilind standarde pentru drepturile omului în Europa.
Percepția lui Hrușciov în rândurile publicului rus a rămas diversă. Conform unui sondaj efectuat în Rusia, singurele perioade ale secolului al XX-lea pe care rușii le evaluau pozitiv erau cele din timpul domniei lui Nicolae al II-lea, și cea a lui Hrușciov. Un sondaj în rândurile tinerilor ruși a constatat că ei consideră că Nicolae al II-lea a făcut mai mult bine decât rău, și toți ceilalți lideri ruși ai secolului al XX-lea au făcut mai mult rău decât bine — cu excepția lui Hrușciov, unde părerile erau împărțite aproximativ egal. Biograful William Tompson a pus în legătură reformele premierului cu alte reforme ce au urmat:

De-a lungul anilor lui Brejnev și de-a lungul îndelungatului interregnum care le-a urmat, generația care s-a maturizat în timpul «primei primăveri rusești» din anii 1950 își aștepta rândul la putere. Pe măsură ce Brejnev și colegii săi mureau sau ieșeau la pensie, erau înlocuiți de oameni pentru care Discursul Secret și primul val de destalinizare fuseseră o experiență formatoare, și acești «Copii ai celui de al XX-lea Congres» au preluat puterea sub conducerea lui Mihail Gorbaciov și a colegilor săi. Epoca Hrușciov a dat acestei a doua generații de reformatori atât inspirație, cât și un exemplu.